# Спонтанное нарушение симметрии

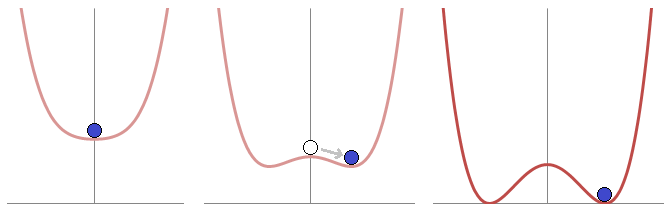
Рисунок «Потенциал с двумя ямами». Иллюстрация механизма спонтанного нарушения симметрии. Система может самостоятельно перейти в любую из двух потенциальных ям.

Спонта́нное наруше́ние симме́три́и — способ нарушения симметрии физической системы, при котором исходное состояние и уравнения движения системы инвариантны относительно некоторых преобразований симметрии, но в процессе эволюции система переходит в состояние, для которого инвариантность относительно некоторых (в том числе всех) преобразований начальной симметрии нарушается. Спонтанное нарушение симметрии всегда связано с вырождением состояния с минимальной энергией, называемого вакуумом. Множество всех вакуумов имеет начальную симметрию, однако каждый вакуум в отдельности — нет. Например, шарик в жёлобе с двумя ямами скатывается из неустойчивого симметричного состояния в устойчивое состояние с минимальной энергией либо влево, либо вправо, разрушая при этом симметрию относительно изменения левого на правое (операция инверсии).
Спонтанное нарушение симметрии происходит (псевдо) случайным образом и обусловлено флуктуациями. Это явление чрезвычайно распространено в природе. Множество разнообразных примеров спонтанного нарушения симметрии можно привести в классической механике. Однако если в механике спонтанное нарушение симметрии имеет скорее описательное значение, в квантовой теории поля это основной принцип, обеспечивающий генерацию масс калибровочных бозонов. Более того, в квантовой теории поля, построив эффективные лагранжианы, некоторые мезоны можно отождествить с соответствующими голдстоуновскими (псевдоголдстоуновскими) бозонами. Ниже в качестве примера π-мезон рассмотрен как голдстоуновский бозон при нарушении некоторой симметрии квантовой хромодинамики с безмассовыми кварками. Вещество в определённой термодинамической фазе также можно рассматривать как квантовое поле с соответствующей симметрией. Тогда спонтанное нарушение симметрии представляется как фазовый переход.
Существование в природе четырёх фундаментальных взаимодействий тоже может являться следствием нарушения симметрии. Гипотетически при достаточно больших энергиях (~100 ГэВ) электромагнитные и слабые ядерные силы объединяются в одно электрослабое взаимодействие, а при ещё больших энергиях (~1014 ГэВ) электрослабое и сильное ядерное взаимодействия объединяются в электроядерное взаимодействие, описываемое теорией Великого объединения.
Механизм спонтанного нарушения симметрии жизненно необходим для возможности существования суперсимметрии. Ненарушенная суперсимметрия предсказывает существование у каждой известной частицы суперпартнёра с такой же массой, чего не наблюдается в экспериментах. Считается, что из-за нарушения суперсимметрии суперпартнёры частиц приобретают большие массы, недостижимые для современных ускорителей
Вакуумы могут иметь довольно интересную структуру. Квантовая теория поля допускает существование полевых вакуумных конфигураций со спонтанно нарушенными вакуумами, которые меняются от точки к точке. Такими состояниями являются, например, магнитные монополи, космические струны, доменные стенки. Состояния такого типа наблюдаются в физике конденсированного состояния, например, стенки между ферромагнитными доменами. При сложных конфигурациях потенциала с многими минимумами существует несколько вакуумов. Однако настоящим вакуумом является только состояние с наименьшей энергией. Все остальные вакуумы являются метастабильными и переходят в настоящий путём квантового туннелирования.
Спонтанное нарушение симметрии может играть большую роль и в гравитации. Считается, что космологическая инфляция вызвана переходом из ложного вакуума в истинный при спонтанном нарушении симметрии Великого объединения. Кроме того, спонтанное нарушение суперсимметрии (суперхиггсовский механизм) предполагается в теориях массивной гравитации. Также развиваются модели гравитационного поля метрического тензора как Хиггс — Голдстоуновского поля некоторой нарушенной симметрии.
Таким образом, спонтанное нарушение симметрии — чрезвычайно распространённое явление во всех областях физики, начиная от классической механики и заканчивая квантовой гравитацией.

## Простые примеры спонтанного нарушения симметрии

### В классической механике

Эффективный потенциал для бусинки на вращающемся кольце. R=1, m=1, g=1, W — угловая скорость вращения (выступает как варьируемый параметр). При скорости вращения выше определённого порога (W>1) возникают два минимума потенциальной энергии, и бусинка должна выбрать одно из двух устойчивых положений. Задача иллюстрирует классический аналог спонтанного нарушения симметрии. В данном случае симметрия относительно замены угла на противоположный при малых скоростях вращения нарушается при скорости вращения выше критической, когда бусинка скатывается в один из минимумов — состояние, лишённое зеркальной симметрии. На языке классической механики: при критической скорости вращения возникает бифуркация с двумя устойчивыми решениями и одним неустойчивым.

Уравнения, описывающие движение атомов любого несимметричного физического тела, например, кресла, инвариантны относительно трёхмерных поворотов, однако решение этих уравнений — реальное кресло — имеет определённую ориентацию в пространстве.
Шарик, находящийся посредине между ямами двухъямного жёлоба, рано или поздно под воздействием возмущений скатится в один из них, нарушая симметрию относительно замены {\displaystyle x\rightarrow -x}. Потенциал такого вида реализуется, к примеру, в задаче о бусинке на кольце, вращающемся вокруг вертикальной оси (см. рисунок). Функция Лагранжа этой задачи имеет вид
{\displaystyle L=T-V_{eff}={\frac {1}{2}}mR^{2}{\dot {\phi }}^{2}+{\frac {1}{2}}mW^{2}R^{2}\sin ^{2}\phi -mgR(1-\cos \phi )\,,},
где R — радиус кольца, m — масса бусинки, g — ускорение свободного падения, W — угловая скорость вращения. Потенциал обладает минимумами в точках, отличающихся от центра симметрии, при скорости вращения {\displaystyle W^{2}>g/R}. Центральная же точка становится точкой неустойчивого равновесия, и только флуктуации начальных параметров задают новое положение равновесия.
Карандаш, поставленный на торец на столе, не имеет никакого выделенного направления в плоскости стола, однако под действием возмущений он упадёт, выбрав при этом какое-то псевдослучайное (зависящее от флуктуаций) направление.
Круглый металлический стержень, зажатый между пластинами пресса, при достаточной нагрузке согнётся, причём направление сгиба произвольно и зависит от флуктуаций. Начальная осевая симметрия стержня спонтанно нарушается.
При растяжении резинки её длина увеличивается, а толщина уменьшается. При определённом значении растягивающей силы резинка порвётся в определённом месте, хотя для идеальной резинки все места разрыва равновероятны. Причиной «нарушения» симметрии являются флуктуации толщины резинки: рвётся там, где слабее материал резинки. Идеальная резинка растянулась бы в цепочку из N атомов и порвалась бы (в неопределенном месте), когда энергия растягивающей силы стала бы равной суммарной энергии связи атомов {\displaystyle E=N\varepsilon \,.}

### В физике конденсированного состояния
При кристаллизации жидкости, которая характеризуется наивысшей — изотропной — симметрией, образуется кристалл, в котором существуют некоторые выделенные направления относительно кристаллографических осей. Ориентация кристаллографических осей в общем случае случайна или обусловлена слабыми внешними факторами или флуктуациями. При этом симметрия относительно трансляций на произвольный вектор также снижается до трансляционной симметрии на вектор, который является линейной комбинацией векторов кристаллической решётки.
Жидкость при охлаждении ниже температуры кристаллизации превращается в кристалл. Однако жидкость без примесей может быть охлаждена ниже температуры кристаллизации. Такое положение достигается благодаря отсутствию центров кристаллизации — нет зародышей, на которых могли бы образовываться кристаллы, и возникает метастабильная фаза переохлаждённой жидкости. С точки зрения симметрии изотропная и трансляционная симметрия жидкости должна снизиться до симметрии кристаллической решётки, но в жидкости отсутствуют флуктуации (центры кристаллизации), которые нарушают данную симметрию.
Аналогичная ситуация возникает в пересыщенном паре или перегретой жидкости. Такие метастабильные состояния используются, например, в пузырьковых камерах и камерах Вильсона.
Ферромагнетики, нагретые выше температуры Кюри, находятся в парамагнитном состоянии, в котором не существует выделенного направления намагниченности; однако при охлаждении ниже температуры Кюри в ферромагнетике происходит фазовый переход и возникает спонтанная намагниченность, направление которой при отсутствии внешнего магнитного поля является случайным и зависит от флуктуаций. Спонтанное нарушение симметрии происходит почти при всех фазовых переходах (см. ниже).

### В квантовой механике

#### Эксперимент с двумя щелями
При прохождении квантовой частицы через экран с двумя близко расположенными щелями, за каждой из которых размещён детектор, срабатывает только один из детекторов. Симметрия случайно нарушается. Этот пример существенно отличается от упомянутых выше примеров тем, что, исходя из современных представлений (см. Теорема Белла), наличие флуктуаций для спонтанного нарушения симметрии не является обязательным условием, и природа реализует прохождение частицы через одну из возможных щелей совершенно случайным образом.

#### Измерения в квантовой механике
Допустимо прямое обобщение предыдущего примера на произвольное измерение состояния в квантовой механике. В квантовой теории, согласно постулату об измерениях, измерение заключается в редукции (мгновенном переходе) квантового состояния {\displaystyle |\psi \rangle } в одно из возможных собственных состояний {\displaystyle |a_{n}\rangle } оператора {\displaystyle {\widehat {A}}} измеряемой физической величины {\displaystyle {A}}. При этом исходное состояние случайным образом (с вероятностью {\displaystyle |\langle \psi |a_{n}\rangle |^{2}}) переходит в состояние с нарушенной начальной симметрией.

#### Декогеренция
Другим примером спонтанного нарушения симметрии в квантовой механике, но уже связанным с наличием флуктуаций, является декогеренция. Из-за наличия внешних флуктуаций чистое состояние системы переходит в смешанное с нарушением начальных симметрий. Математически это соответствует тому, что декогеренция вызывает зануление недиагональных элементов матрицы плотности.
В качестве примера рассмотрим атом в возбуждённом состоянии. Атом спонтанно излучает фотон и переходит на более низкий энергетический уровень. Если атом находится в сферически симметричном s-состоянии, то он излучает фотон в произвольном направлении и сам перейдёт в неизотропное l-состояние со спонтанно нарушенной симметрией относительно поворотов. Причиной нарушения симметрии является наличие окружающих частиц, а также случайные флуктуации физического вакуума.
Для иллюстрации декогеренции можно рассмотреть ансамбль одинаковых квантовых состояний. Системы из-за наличия внешних флуктуаций через некоторое время будут находиться в разных состояниях.
Именно уничтожение недиагональных элементов отвечает за спонтанное нарушение симметрии в первом примере данного раздела для кресла.

## Спонтанное нарушение калибровочной симметрии

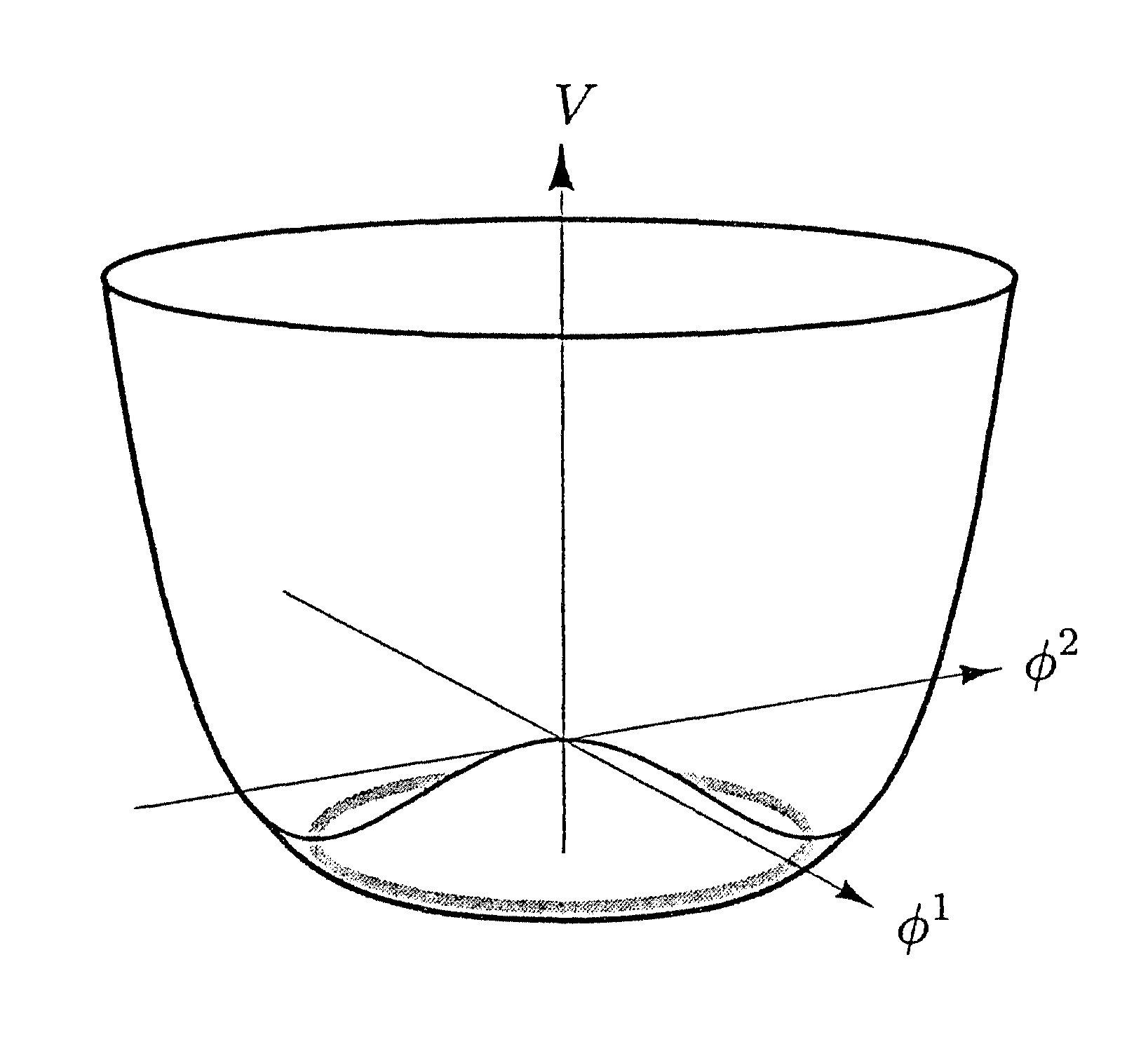
Рисунок «Линейная сигма-модель». Пример неинвариантного вакуума — линейная сигма-модель с группой симметрии SO(2).

### Нарушение глобальной калибровочной симметрии
В теории поля обычно рассматривают динамику поля в окрестности вакуумного состояния (минимума потенциальной энергии), считая сами поля малыми. На практике это ведёт к разложению функции Лагранжа соответствующего поля в ряд Тейлора в окрестности минимума потенциальной энергии с последующим пренебрежением слагаемыми высших степеней. При этом выбор вакуума может быть неоднозначным (см. рисунок «Линейная сигма-модель»: серым цветом показаны возможные вакуумные состояния).
Например, рассмотрим лагранжиан комплексного (заряженного) поля Клейна — Гордона {\displaystyle \varphi =\varphi ^{1}+i\varphi ^{2}\,,} где {\displaystyle \varphi ^{1},\;\varphi ^{2}} — вещественные поля:
{\displaystyle {\mathcal {L}}={\frac {1}{2}}\partial ^{\mu }\varphi ^{*}\partial _{\mu }\varphi -V(\varphi ^{*}\varphi )={\frac {1}{2}}\partial ^{\mu }\varphi ^{1}\partial _{\mu }\varphi ^{1}+{\frac {1}{2}}\partial ^{\mu }\varphi ^{2}\partial _{\mu }\varphi ^{2}-V\left((\varphi ^{1})^{2}+(\varphi ^{2})^{2}\right)\,,}
где {\displaystyle V} — потенциал взаимодействия; индексы, обозначенные греческими буквами, везде пробегают значения от 0 до 3. Этот лагранжиан инвариантен относительно глобальных калибровочных преобразований
{\displaystyle \varphi \rightarrow e^{i\alpha }\varphi ,\quad \left|\left|{\begin{array}{c}\varphi ^{1}\\\varphi ^{2}\end{array}}\right|\right|\rightarrow \left|\left|{\begin{array}{cc}\cos \alpha &\sin \alpha \\-\sin \alpha &\cos \alpha \end{array}}\right|\right|\left|\left|{\begin{array}{c}\varphi ^{1}\\\varphi ^{2}\end{array}}\right|\right|\,,}
где {\displaystyle \alpha } — вещественная константа. Для данной модели вакуум не инвариантен относительно таких калибровочных преобразований, если функция {\displaystyle V(x)} имеет минимум в точке, отличной от нуля. Если {\displaystyle V(x)} имеет минимум в нуле, то точке вакуума однозначно соответствует пара {\displaystyle \varphi ^{1}=0,\;\varphi ^{2}=0}. Совсем другая ситуация возникает в случае, когда {\displaystyle x_{min}=a^{2}\neq 0}. Минимуму потенциала соответствует не одна точка, а континуум точек
{\displaystyle (\varphi ^{1})^{2}+(\varphi ^{2})^{2}=a^{2}\,.}
Соответствующим поворотом системы координат пространства зарядовых степеней свободы поля Клейна — Гордона вакуум всегда можно привести к виду
{\displaystyle \varphi _{0}=\left|\left|0,a\right|\right|^{T}\,.}
Хотя лагранжиан (в частности, приближённый) инвариантен относительно калибровочных преобразований, вакуум — нет. Система переходит в случайно выбранное (на самом деле в зависимости от флуктуаций) состояние. В этом и заключается спонтанное нарушение глобальной калибровочной симметрии.
Рассмотрим простой пример спонтанного нарушения симметрии для вещественного поля Клейна — Гордона, которое задаётся лагранжианом
{\displaystyle {\mathcal {L}}=\partial ^{\mu }\varphi \partial _{\mu }\varphi -\left(\mu ^{2}\varphi ^{2}+{\frac {1}{2}}\lambda \varphi ^{4}\right)\,,}
где {\displaystyle \lambda >0}, {\displaystyle \mu ^{2}<0}. Этот лагранжиан инвариантен относительно замены {\displaystyle \varphi \rightarrow -\varphi }. Поле в этом случае имеет два вакуума, что соответствует наличию у потенциальной энергии двух минимумов при {\displaystyle \varphi _{0}=a=\pm {\sqrt {-\mu ^{2}/\lambda }}}; однако ни один из вакуумов не является инвариантным относительно начальной симметрии инверсии знака поля. В этом и заключается спонтанное нарушение симметрии: здесь инверсия не является калибровочным преобразованием. Благодаря симметрии лагранжиана относительно инверсии знака поля (чётности) можно выбрать любой знак вакуума. Не умаляя общности, можно выбрать «{\displaystyle +}». Разложив поле в окрестности вакуумного состояния {\displaystyle \varphi =a+\phi (x)} и считая {\displaystyle \phi (x)} малой величиной, лагранжиан можно записать в виде
{\displaystyle {\mathcal {L}}'=\partial ^{\mu }\phi \partial _{\mu }\phi -2\lambda a^{2}\phi ^{2}+{\mathcal {O}}(\phi ^{3})=\partial ^{\mu }\phi \partial _{\mu }\phi -m^{2}\phi ^{2}+{\mathcal {O}}(\phi ^{3})},
где {\displaystyle m={\sqrt {2\lambda a^{2}}}={\sqrt {-2\mu ^{2}}}}. В этом примере необходимо выделить ещё одну важную деталь. Лагранжиан {\displaystyle {\mathcal {L}}} описывает безмассовое поле {\displaystyle \varphi } с потенциалом взаимодействия {\displaystyle V=\mu ^{2}\varphi ^{2}+{\frac {1}{2}}\lambda \varphi ^{4}}. Поле {\displaystyle \varphi } безмассовое, поскольку знак {\displaystyle \mu ^{2}<0} совпадает со знаком кинетической энергии, а потому не может отвечать за массу. Однако лагранжиан {\displaystyle {\mathcal {L}}'} уже описывает свободное поле Клейна — Гордона с массой {\displaystyle m={\sqrt {-2\mu ^{2}}}}. Таким образом, спонтанное нарушение симметрии может генерировать массу поля. Далее это явление будет исследовано более детально.
Калибровочные преобразования образуют группу Ли, причём компактную. Рассмотрим лагранжиан
{\displaystyle {\mathcal {L}}={\frac {1}{2}}\partial ^{\mu }\varphi _{i}\partial _{\mu }\varphi ^{i}-V(\varphi _{i})},
где {\displaystyle \varphi _{i}} — N вещественных скалярных полей. Допустим, лагранжиан инвариантен относительно преобразований {\displaystyle \omega _{i}^{j}} калибровочной группы {\displaystyle G}:
{\displaystyle \varphi _{i}=\omega _{i}^{j}\varphi _{j}}.

#### Случай инвариантного вакуума
Если потенциал {\displaystyle V} имеет минимум в точке {\displaystyle \varphi _{i}=0}, то можно показать, что вакуум инвариантен относительно всех калибровочных преобразований, а именно: действие любой матрицы на нулевой вектор переводит его в нулевой вектор. В таком случае потенциал можно разложить в ряд Тейлора в окрестности нуля. Предполагая, что {\displaystyle V(0)=0}, а также учитывая, что первые производные в точке экстремума равны нулю, а матрица вторых производных {\displaystyle (m^{2})^{ij}={\frac {\partial ^{2}V}{\partial \varphi _{i}\partial \varphi _{j}}}(0)} в точке минимума является положительно определённой, получим
{\displaystyle {\mathcal {L}}={\frac {1}{2}}\partial ^{\mu }\varphi _{i}\partial _{\mu }\varphi ^{i}-{\frac {1}{2}}(m^{2})^{ij}\varphi _{i}\varphi _{j}+{\mathcal {O}}(\varphi ^{3})}.
При соответствующем ортогональном преобразовании {\displaystyle \varphi _{i}'=O_{i}^{j}\varphi _{j}} массовую матрицу {\displaystyle m^{2}} можно привести к диагональному виду. Лагранжиан, полученный таким способом, описывает {\displaystyle N} вещественных скалярных полей с массами, которые определяются собственными значениями матрицы {\displaystyle m^{2}}.

#### Случай неинвариантного вакуума
Совсем иная ситуация возникает, когда потенциал {\displaystyle V} имеет минимум не в нуле. В этом случае всегда существует произвол в выборе вакуумного состояния. Вакуум будет инвариантным только в отношении определённой подгруппы {\displaystyle H} калибровочной группы {\displaystyle G} (группу {\displaystyle H\subset G} называют малой группой). Происходит нарушение локальной симметрии калибровочной группы {\displaystyle G}. Рассмотрим пример нарушения глобальной симметрии, которая задаётся калибровочной группой трёхмерных поворотов SO(3), в линейной сигма-модели.
Рассмотрим лагранжиан
{\displaystyle {\mathcal {L}}={\frac {1}{2}}\partial ^{\mu }\varphi _{i}\partial _{\mu }\varphi ^{i}-{\frac {1}{2}}\lambda \left(\varphi _{i}\varphi ^{i}-a^{2}\right)^{2}},
где присутствуют три вещественных скалярных поля {\displaystyle \varphi _{i}}. Этот лагранжиан называют линейной сигма-моделью, которая является инвариантной относительно преобразований группы {\displaystyle SO(3)} (ортогональные матрицы с единичным определителем). На вектор {\displaystyle \varphi =\mid \mid \varphi _{1},\;\varphi _{2},\;\varphi _{3}\mid \mid ^{T}} элементы группы действуют как матрицы трёхмерных поворотов. Вакуум этого поля вырожденный и лежит на точке сферы
{\displaystyle \varphi _{1}^{2}+\varphi _{2}^{2}+\varphi _{3}^{2}=a^{2}}.
Соответствующими преобразованиями системы координат всегда можно представить вакуум в виде
{\displaystyle \varphi _{0}=\mid \mid 0,\;0,\;a\mid \mid ^{T}}.
Вакуум не является инвариантным относительно {\displaystyle SO(3)}, однако он инвариантен относительно группы {\displaystyle SO(2)\subset SO(3)} поворотов вокруг оси {\displaystyle \varphi _{3}}. Разложим поле в окрестности вакуума {\displaystyle \varphi =\varphi _{0}+\phi (x)}, считая {\displaystyle \phi (x)} малой величиной. Лагранжиан при этом представляется в виде
{\displaystyle {\mathcal {L}}'={\frac {1}{2}}(\partial ^{\mu }\phi _{1})^{2}+{\frac {1}{2}}(\partial ^{\mu }\phi _{2})^{2}+{\frac {1}{2}}(\partial ^{\mu }\phi _{3})^{2}-2\lambda a^{2}\phi _{3}^{2}+{\mathcal {O}}(\phi ^{3})},
что соответствует двум безмассовых скалярным полям {\displaystyle \phi _{1}}, {\displaystyle \phi _{2}} и полю {\displaystyle \phi _{3}} с массой {\displaystyle m=2{\sqrt {\lambda }}a}. Как видим, нарушение глобальной калибровочной симметрии может генерировать массу поля.
В общем случае имеет место следующая теорема:
Теорема Голдстоуна. При спонтанном нарушении глобальной калибровочной симметрии возникают {\displaystyle \dim G-\dim H} безмассовых скалярных полей {\displaystyle \phi _{i}} и {\displaystyle N-(\dim G-\dim H)} массивных скалярных полей {\displaystyle {\tilde {\phi }}_{i}}. Здесь {\displaystyle N} — размерность выбранного представления {\displaystyle G} (фактически это начальное количество вещественных скалярных полей).
При этом безмассовые поля, которые возникают при спонтанном нарушении глобальной калибровочной симметрии, называются бозонами Голдстоуна. Их количество равно количеству нарушенных симметрий.
Рассмотрим, как и в предыдущем примере, лагранжиан вида
{\displaystyle {\mathcal {L}}={\frac {1}{2}}\partial ^{\mu }\varphi _{i}\partial _{\mu }\varphi ^{i}-{\frac {1}{2}}\lambda \left(\varphi _{i}\varphi ^{i}-a^{2}\right)^{2},}
где присутствуют уже {\displaystyle N} вещественных скалярных полей {\displaystyle \varphi _{i}}. Эта модель является инвариантной относительно преобразований группы {\displaystyle SO(N)}.
При нарушении симметрии вакуум будет инвариантным относительно группы {\displaystyle SO(N-1)\subset SO(N)}. Размерность группы {\displaystyle SO(N)} равна {\displaystyle \dim SO(N)=N(N-1)/2}. Следовательно, число бозонов Голдстоуна, которые образуются при спонтанном нарушении локальной симметрии, равно {\displaystyle \dim SO(N)-\dim SO(N-1)=N-1}. Тогда при спонтанном нарушении глобальной симметрии {\displaystyle SO(N)} возникают {\displaystyle N-1} бозонов Голдстоуна и один массивный бозон.
В случае {\displaystyle N=3} по теореме Голдстоуна получаем два голдстоуновских бозона и одно массивное поле, что было непосредственно проверено в предыдущем примере.

#### Доказательство теоремы Голдстоуна
Для фундаментального представления группы {\displaystyle G} обозначим генераторы малой группы как {\displaystyle t_{H,a}}, а для любого другого представления — как {\displaystyle T_{H,a}}. Тогда из условия инвариантности вакуума следует, что {\displaystyle \exp {(-ie\alpha ^{a}T_{H,a})}\varphi _{0}=\varphi _{0}}. Раскладывая экспоненту в ряд Тейлора, получим, что действие генераторов малой (ненарушенной) группы на вакуум уничтожает вакуум:
{\displaystyle T_{H,a}\varphi _{0}=0}.
Это условие является важным критерием ненарушенной симметрии.
Остальные генераторы группы {\displaystyle G} обозначим как {\displaystyle t_{G/H,a}} (или {\displaystyle T_{G/H,a}}). Их воздействие на вакуум не даёт ноль, иначе сгенерированные ими преобразования оставляли бы вакуум инвариантным и принадлежали бы малой группе. Введём векторы {\displaystyle E_{k}=-iT_{G/H,k}\varphi _{0}}. Их количество равно {\displaystyle \dim G-\dim H}. Они линейно независимы и образуют базис в подпространстве голдстоуновских бозонов (нарушенных симметрий).
Во всём пространстве удобно ввести ортонормированный базис {\displaystyle \{e_{k},{\widetilde {e}}_{k}\}}, где векторы {\displaystyle e_{k}} — орты голдстоуновского подпространства, составленные из линейных комбинаций векторов {\displaystyle E_{k}}, а {\displaystyle N-(\dim G-\dim H)} векторов {\displaystyle {\widetilde {e}}_{k}} образуют базис подпространства, дополняющего голдстоуновское подпространство до исходного пространства. Тогда скалярные поля можно разложить в таком базисе
{\displaystyle \varphi _{i}=\varphi _{0i}+\phi _{k}(e^{k})_{i}+{\widetilde {\phi }}_{k}({\widetilde {e}}^{k})_{i}},
а лагранжиан в квадратичном приближении примет вид
{\displaystyle {\mathcal {L}}={\frac {1}{2}}\partial ^{\mu }\phi _{i}\partial _{\mu }\phi ^{i}+{\frac {1}{2}}\partial ^{\mu }{\widetilde {\phi _{i}}}\partial _{\mu }{\widetilde {\phi }}^{i}-{\frac {1}{2}}{\frac {\partial ^{2}V(\varphi _{0})}{\partial \varphi _{i}\partial \varphi _{j}}}(\phi _{k}e^{k}+{\widetilde {\phi }}_{k}{\widetilde {e}}^{k})_{i}(\phi _{k}e^{k}+{\widetilde {\phi }}_{k}{\widetilde {e}}^{k})_{j}+{\mathcal {O}}(\phi ^{3})},
из которого не видно явного выполнения теоремы Голдстоуна. Однако из условия калибровочной инвариантности минимума потенциала (не следует путать с вакуумом, речь идёт об инвариантности значения потенциала и его производных)
{\displaystyle {\frac {\partial V}{\partial \varphi _{j}}}(\exp {(-ie\alpha ^{a}T_{a})}\varphi _{0})=0\Rightarrow _{\alpha \rightarrow 0}-ie\alpha ^{a}(T_{a}\varphi _{0})_{i}{\frac {\partial ^{2}V(\varphi _{0})}{\partial \varphi _{i}\varphi _{j}}}=0}.
Для ненарушенной симметрии верно равенство {\displaystyle T_{H,a}\varphi _{0}=0}, однако для нарушенных симметрий выполняется соотношение {\displaystyle -iT_{G/H,a}\varphi _{0}=E_{a}\neq 0}, а учитывая, что из линейных комбинаций {\displaystyle E_{a}} получаем базис {\displaystyle e_{a}}, следует {\displaystyle e_{i}^{a}{\frac {\partial ^{2}V(\varphi _{0})}{\partial \varphi _{i}\partial \varphi _{j}}}=0.} Поэтому лагранжиан {\displaystyle {\mathcal {L}}} представим в виде
{\displaystyle {\mathcal {L}}={\frac {1}{2}}\partial ^{\mu }\phi _{i}\partial _{\mu }\phi ^{i}+{\frac {1}{2}}\partial ^{\mu }{\widetilde {\phi _{i}}}\partial _{\mu }{\widetilde {\phi }}^{i}-{\frac {1}{2}}(m^{2})^{kl}{\widetilde {\phi }}_{k}{\widetilde {\phi }}_{l}+{\mathcal {O}}(\phi ^{3})},
где массы {\displaystyle (m^{2})^{kl}=({\widetilde {e}}^{k})_{i}({\widetilde {e}}^{l})_{j}{\frac {\partial ^{2}V(\varphi _{0})}{\partial \varphi _{i}\varphi _{j}}}}. Этот вывод доказывает теорему Голдстоуна. Фактически это рассмотрение спонтанного нарушения симметрии в общем случае, которое, однако, можно легко провести в случае конкретной симметрии, как в приведённых выше примерах.

### Нарушение локальной калибровочной симметрии
Рассмотренная выше теорема Голдстоуна утверждает, что при нарушении калибровочной симметрии возникают безмассовые бесспиновые бозоны. Из-за отсутствия таких частиц в природе теорема Голдстоуна рассматривалась в качестве контраргумента против нарушенных симметрий. Однако, как оказалось, если нарушается локальная, а не глобальная калибровочная симметрия, то безмассовые голдстоуновские бозоны отсутствуют, а вместо этого калибровочные векторные поля получают массу. Спонтанное нарушение локальной калибровочной симметрии — важное явление в теории поля, поскольку оно ведёт к приобретению калибровочными полями масс (сами по себе массовые слагаемые для калибровочного поля не являются калибровочно инвариантными, поэтому в лагранжиане поля с ненарушенной симметрией они отсутствуют). Такой механизм носит название механизма генерации масс Хиггса.
Локальные преобразования отличаются от глобальных наличием координатной зависимости {\displaystyle \alpha =\alpha (x)}. Такая зависимость приводит к возникновению в лагранжиане калибровочных полей (в случае заряженного поля Клейна — Гордона — электромагнитного поля с группой симметрии {\displaystyle U(1)}, а при рассмотрении трёхкомпонентного вектора скалярных полей с группой симметрии {\displaystyle SU(3)} — калибровочного поля, которое можно отождествить с цветовым глюонным полем сильного ядерного взаимодействия, и т. д.).
Рассмотрим лагранжиан
{\displaystyle {\mathcal {L}}={\frac {1}{2}}{\mathcal {D}}^{\mu }\varphi _{i}{\mathcal {D}}_{\mu }\varphi ^{i}-V(\varphi _{i})-{\frac {1}{4}}F_{\mu \nu }^{a}F_{a}^{\mu \nu }},
где {\displaystyle \varphi _{i}} — набор {\displaystyle N} скалярных полей, {\displaystyle F_{\mu \nu }^{a}=\partial _{\mu }A_{\nu }^{a}-\partial _{\nu }A_{\mu }^{a}+\left[A_{\mu },A_{\nu }\right]^{a}} — тензор соответствующего калибровочного поля, {\displaystyle {\mathcal {D}}_{\mu }\varphi _{i}=\partial _{\mu }\varphi _{i}+(A_{\mu })_{i}^{j}\varphi _{j}} — ковариантная производная. Векторный потенциал в общем случае является матрицей, которая действует на векторный столбец {\displaystyle \varphi =\mid \mid \varphi _{1},\varphi _{2},...,\varphi _{N}\mid \mid ^{T}}. Индекс {\displaystyle a} пробегает значения от 1 до {\displaystyle \dim G} и нумерует компоненты разложения потенциала по генераторам группы симметрии. Этот лагранжиан инвариантен относительно локальных калибровочных преобразований {\displaystyle \omega _{j}^{i}=\omega _{j}^{i}(x),} образующих группу {\displaystyle G}. Поля при калибровочных преобразованиях преобразуются следующим образом:
{\displaystyle \varphi _{i}\rightarrow \omega _{i}^{j}\varphi _{j},\qquad A_{\mu }\rightarrow \omega A_{\mu }\omega ^{-1}+\omega \partial _{\mu }\omega ^{-1}}.

#### Случай инвариантного вакуума
Если минимум {\displaystyle V} реализуется при {\displaystyle \varphi _{i}=0}, то в таком случае лагранжиан можно разложить в ряд Тейлора в окрестности вакуума и получить в квадратичном приближении лагранжиан
{\textstyle {\mathcal {L}}={\frac {1}{2}}\partial ^{\mu }\varphi _{i}\partial _{\mu }\varphi ^{i}-{\frac {1}{2}}(m^{2})^{ij}\varphi _{i}\varphi _{j}-{\frac {1}{4}}(\partial _{\mu }A_{\nu }^{a}-\partial _{\nu }A_{\mu }^{a})^{2}+{\mathcal {O}}(\varphi ^{3},\varphi ^{2}A,\varphi A^{2},A^{3}),}
который описывает {\displaystyle N} массивных скалярных полей и {\displaystyle \dim G} безмассовых калибровочных векторных полей {\displaystyle A_{\mu }^{a}}. Вычислим количество полевых степеней свободы набора этих полей. Поскольку скалярное поле имеет одну степень свободы, а безмассовое векторное поле — две, то суммарное количество степеней свободы равно {\displaystyle N+2\dim G}.

#### Случай неинвариантного вакуума
Основное отличие локальной калибровочной симметрии от глобальной заключается в том, что калибровочная константа {\displaystyle \alpha } зависит от координат {\displaystyle x^{\mu }}. Эта координатная зависимость позволяет при помощи соответствующего выбора {\displaystyle \alpha (x)} занулить поля {\displaystyle \varphi _{i}} всех {\displaystyle \dim G-\dim H} безмассовых голдстоуновских бозонов во всём пространстве. Такая калибровка называется унитарной (в случае компактных калибровочных групп она существует всегда). Однако эта калибровка приводит к появлению в лагранжиане массовых слагаемых типа {\displaystyle a^{2}A^{\mu }A_{\mu }}, которые, тем не менее, являются калибровочно инвариантными. При унитарной калибровке массовые слагаемые возникают ровно для {\displaystyle \dim G-\dim H} калибровочных полей. Поскольку унитарной калибровкой уничтожаются бозоны Голдстоуна, и при этом возникают массивные калибровочные бозоны, то часто говорят, что векторные поля «съедают» бозоны Голдстоуна и приобретают массы. Условие унитарной калибровки записывают через «матричные элементы» генераторов нарушенной симметрии в виде
{\displaystyle \varphi _{0}T_{G/H,a}\varphi =0}.
Эта формула означает, что поле {\displaystyle \varphi } ортогонально всем векторам {\displaystyle E_{k}=-iT_{G/H,k}\varphi _{0}} пространства нарушенных симметрий. При спонтанном нарушении симметрии также возникают {\displaystyle N-(\dim G-\dim H)} массивных скалярных полей, называемых бозонами Хиггса. Количество полей, получающихся в результате спонтанного нарушения локальной калибровочной симметрии, определяется теоремой Хиггса.
Теорема Хиггса. При спонтанном нарушении локальной калибровочной симметрии присутствуют {\displaystyle N-(\dim G-\dim H)} массивных скалярных полей (бозонов Хиггса), {\displaystyle \dim G-(\dim G-\dim H)=\dim H} безмассовых векторных полей, а также {\displaystyle \dim G-\dim H} массивных векторных полей (количество массивных калибровочных бозонов равно количеству нарушенных симметрий).
Теперь найдём количество полевых переменных в этой системе. Учитывая, что массивное поле имеет три степени свободы, суммарное количество полевых степеней свободы равно {\displaystyle N-(\dim G-\dim H)+2\dim H+3(\dim G-\dim H)=N+2\dim G}, что совпадает с результатом для инвариантного вакуума.
Рассмотрим лагранжиан
{\displaystyle {\mathcal {L}}={\frac {1}{2}}{\mathcal {D}}^{\mu }\varphi _{i}{\mathcal {D}}_{\mu }\varphi ^{i}-{\frac {\lambda }{2}}\left(\varphi _{i}\varphi ^{i}-a^{2}\right)^{2}-{\frac {1}{4}}F_{\mu \nu }^{a}F_{a}^{\mu \nu }},
где индекс {\displaystyle i} пробегает значения от 1 до 3. Вакуумное состояние выберем в виде {\displaystyle \varphi _{0}=\mid \mid 0;0;a\mid \mid ^{T}}. Аналогично предыдущим примерам разложим полевые функции в окрестности вакуума {\displaystyle \varphi =\varphi _{0}+\phi }. В квадратичном приближении по полю лагранжиан перепишется в виде
{\displaystyle {\mathcal {L}}={\frac {1}{2}}(\partial ^{\mu }\phi _{3})^{2}-2\lambda a^{2}(\phi _{3})^{2}-{\frac {1}{4}}\left(\partial _{\mu }A_{\nu }^{a}-\partial _{\nu }A_{\mu }^{a}\right)^{2}+{\frac {1}{2}}\left(\partial _{\mu }\phi _{1}-eaA_{\mu }^{2}\right)^{2}+{\frac {1}{2}}\left(\partial _{\mu }\phi _{2}+eaA_{\mu }^{1}\right)^{2}+{\mathcal {O}}(\phi ^{3},\phi ^{2}A,\phi A^{2},A^{3})}.
Полученный лагранжиан диагонализуем с помощью замены переменных
{\displaystyle B_{\mu }^{1}=A_{\mu }^{1}+{\frac {1}{ea}}\partial _{\mu }\phi _{2},\qquad B_{\mu }^{2}=A_{\mu }^{2}-{\frac {1}{ea}}\partial _{\mu }\phi _{1}}.
Тогда диагонализированный лагранжиан имеет вид
{\displaystyle {\mathcal {L}}\approx {\frac {1}{2}}(\partial ^{\mu }\phi _{3})^{2}-2\lambda a^{2}(\phi _{3})^{2}-{\frac {1}{4}}\left(\partial _{\mu }A_{\nu }^{3}-\partial _{\nu }A_{\mu }^{3}\right)^{2}-{\frac {1}{4}}\left(\partial _{\mu }B_{\nu }^{1}-\partial _{\nu }B_{\mu }^{1}\right)^{2}+{\frac {e^{2}a^{2}}{2}}(B_{\mu }^{1})^{2}-{\frac {1}{4}}\left(\partial _{\mu }B_{\nu }^{2}-\partial _{\nu }B_{\mu }^{2}\right)^{2}+{\frac {e^{2}a^{2}}{2}}(B_{\mu }^{2})^{2}}.
Полученный в результате спонтанного нарушения симметрии лагранжиан описывает одно скалярное поле {\displaystyle \phi _{3}} с массой {\displaystyle m_{\phi }=2a{\sqrt {\lambda }}}, одно безмассовое векторное поле {\displaystyle A^{3}} и два массивных векторные поля {\displaystyle B^{2},\;B^{3}} с массами {\displaystyle m_{B}=ea}, что находится в полном соответствии с общими соображениями, приведёнными выше.
Унитарная калибровка оставляет в лагранжиане определённую симметрию. Группой этой симметрии является малая группа {\displaystyle H}. В случае нарушения симметрии {\displaystyle SO(3)} (пример выше) малой группой является группа поворотов {\displaystyle SO(2)} относительно оси {\displaystyle \phi _{3}}. Группа {\displaystyle SO(2)} изоморфна группе {\displaystyle U(1)} калибровочной симметрии электромагнитного поля.

#### Доказательство теоремы Хиггса
Для доказательства теоремы Хиггса по аналогии с доказательством теоремы Голдстоуна разложим скалярное поле {\displaystyle \varphi _{i}=\varphi _{0i}+\phi _{k}(e^{k})_{i}+{\widetilde {\phi }}_{k}({\widetilde {e}}^{k})_{i}}. Также разложим калибровочное поле с генераторами калибровочной группы {\displaystyle G}: {\displaystyle A_{\mu }=ie(A_{H,\mu }^{a}t_{H,a}+A_{G/H,\mu }^{a}t_{G/H,a})}. В квадратичном приближении разложение для скалярных полей имеет такой же вид, как и в доказательстве теоремы Голдстоуна, квадрат тензора поля {\displaystyle -{\frac {1}{4}}F_{\mu \nu }^{a}F_{a}^{\mu \nu }=-{\frac {1}{4}}\left(\partial _{\mu }A_{\nu }^{a}-\partial _{\nu }A_{\mu }^{a}\right)^{2}}, а ковариантная производная в первом приближении (так как линейного приближения по отклонениям от вакуума достаточно, чтобы получить лагранжиан, квадратичный по отклонению) запишется в виде
{\displaystyle {\mathcal {D}}_{\mu }\varphi \approx \partial _{\mu }\varphi +A_{\mu }\varphi _{0}=\partial _{\mu }\varphi +ieA_{G/H,\mu }^{a}T_{G/H,a}\varphi _{0}=e^{k}\partial _{\mu }\phi _{k}+{\widetilde {e}}^{k}\partial _{\mu }{\widetilde {\phi }}_{k}-eA_{G/H,\mu }^{a}E_{a}}.
Подстановка этих выражений в полученный лагранжиан даёт в квадратичном по полям приближении лагранжиан
{\displaystyle {\mathcal {L}}=-{\frac {1}{4}}\left(\partial _{\mu }A_{\nu }^{a}-\partial _{\nu }A_{\mu }^{a}\right)^{2}+{\frac {1}{2}}(\partial _{\mu }\phi _{k}-eA_{G/H,\mu }^{a}K_{ak})^{2}+{\frac {1}{2}}\partial ^{\mu }{\widetilde {\phi _{i}}}\partial _{\mu }{\widetilde {\phi }}^{i}-{\frac {1}{2}}(m^{2})^{kl}{\widetilde {\phi }}_{k}{\widetilde {\phi }}_{l}+{\mathcal {O}}(\varphi ^{3},\varphi ^{2}A,\varphi A^{2},A^{3})},
где {\displaystyle K_{ak}=(E_{a})_{i}(e_{k})^{i}}. Матрица {\displaystyle K_{ak}} невырожденная, поскольку фактически это матрица перехода между базисами {\displaystyle E_{a}=K_{ak}e^{k}}. Можно ввести поля {\displaystyle B_{\mu }^{a}=A_{G/H,\mu }^{a}-{\frac {1}{e}}\partial _{\mu }\phi _{k}(K^{-1})^{ka}}{\displaystyle B_{\mu }^{a}=A_{G/H,\mu }^{a}-{\frac {1}{e}}\partial _{\mu }\phi _{k}(K^{-1})^{ka}} {\displaystyle B_{\mu }^{a}=A_{G/H,\mu }^{a}-{\frac {1}{e}}\partial _{\mu }\phi _{k}(K^{-1})^{ka}}{\displaystyle B_{\mu }^{a}=A_{G/H,\mu }^{a}-{\frac {1}{e}}\partial _{\mu }\phi _{k}(K^{-1})^{ka}}{\displaystyle B_{\mu }^{a}=A_{G/H,\mu }^{a}-{\frac {1}{e}}\partial _{\mu }\phi _{k}(K^{-1})^{ka}} (что соответствует унитарной калибровке); тогда окончательно лагранжиан запишется в виде
{\displaystyle {\mathcal {L}}=-{\frac {1}{4}}\left(\partial _{\mu }A_{H,\nu }^{a}-\partial _{\nu }A_{H,\mu }^{a}\right)^{2}-{\frac {1}{4}}\left(\partial _{\mu }B_{\nu }^{a}-\partial _{\nu }B_{\mu }^{a}\right)^{2}+{\frac {1}{2}}M_{ab}^{2}B_{\mu }^{a}B_{\mu }^{b}+{\frac {1}{2}}\partial ^{\mu }{\widetilde {\phi _{i}}}\partial _{\mu }{\widetilde {\phi }}^{i}-{\frac {1}{2}}(m^{2})^{kl}{\widetilde {\phi }}_{k}{\widetilde {\phi }}_{l}+{\mathcal {O}}(\varphi ^{3},\varphi ^{2}A,\varphi A^{2},A^{3})},
где {\displaystyle (M^{2})_{ab}=e^{2}K_{ai}K_{bi}}, {\displaystyle (m^{2})^{kl}=({\widetilde {e}}^{k})_{i}({\widetilde {e}}^{l})_{j}{\frac {\partial ^{2}V(\varphi _{0})}{\partial \varphi _{i}\varphi _{j}}}}, что доказывает теорему Хиггса.

### Спонтанное нарушение приближённой симметрии
В предыдущих разделах рассматривалась ситуация, когда исходный лагранжиан обладает определённой симметрией группы {\displaystyle G}, и эта симметрия спонтанно нарушается. Теперь рассмотрим случай, когда к лагранжиану с симметрией добавляются малые слагаемые, которые разрушают симметрию (иногда наличие малых несимметричных слагаемых, в отличие от спонтанного нарушения симметрии, называется мягким нарушением симметрии). При спонтанном нарушении приближённой симметрии возникают бесспиновые поля малой массы, называемые псевдоголдстоуновскими бозонами.
Пусть потенциальная энергия принимает вид {\displaystyle V(\varphi )=V_{0}(\varphi )+\lambda V_{1}(\varphi )}, где слагаемое {\displaystyle V_{0}(\varphi )} удовлетворяет условию инвариантности относительно преобразований группы {\displaystyle G}: {\displaystyle (T_{a}\varphi _{0})_{i}{\frac {\partial V_{0}(\varphi _{0})}{\partial \varphi _{i}}}=0}, {\displaystyle V_{1}(\varphi )} представляет собой возмущение, которое разрушает симметрию, {\displaystyle \lambda } — малый параметр. Слагаемое {\displaystyle V_{1}(\varphi )} смещает вакуумное состояние в точку {\displaystyle {\overline {\varphi }}_{0}={\varphi }_{0}+\lambda {\varphi }_{0}^{(1)}} . Тогда условие минимума запишется в виде
{\displaystyle {\frac {\partial V}{\partial \varphi _{i}}}\left(\varphi _{0}+\lambda \varphi _{0}^{(1)}\right)=0\Rightarrow {\frac {\partial V_{0}(\varphi _{0})}{\partial \varphi _{i}}}+\lambda \left[{\frac {\partial V_{1}(\varphi _{0})}{\partial \varphi _{i}}}+{\frac {\partial ^{2}V_{0}(\varphi _{0})}{\partial \varphi _{i}\partial \varphi _{j}}}\varphi _{0,j}^{(1)}\right]=\lambda \left[{\frac {\partial V_{1}(\varphi _{0})}{\partial \varphi _{i}}}+{\frac {\partial ^{2}V_{0}(\varphi _{0})}{\partial \varphi _{i}\partial \varphi _{j}}}\varphi _{0,j}^{(1)}\right]=0.}
Если умножить последнее уравнение на {\displaystyle (T_{a}\varphi _{0})_{i}} и учесть, что второе слагаемое даст {\displaystyle 0} (условие инвариантности значения вакуума относительно преобразований калибровочной группы, см. доказательство теоремы Голдстоуна), получаем
{\displaystyle (T_{a}\varphi _{0})_{i}{\frac {\partial V_{1}(\varphi _{0})}{\partial \varphi _{i}}}=0.}
Полученное уравнение называется условием подстройки вакуума. Если это условие не удовлетворяется, то даже малое возмущение приводит к столь большим изменениям {\displaystyle {\overline {\varphi }}_{0}}, что члены разложения {\displaystyle {\overline {\varphi }}_{0}} в окрестности {\displaystyle {\varphi }_{0}} не являются малыми поправками. Однако если {\displaystyle G} — компактная группа Ли, это условие выполняется. По аналогии с разложением в ряд Тейлора в пункте «Доказательство теоремы Голдстоуна» можно получить массовую матрицу псевдоголдстоуновских бозонов
{\displaystyle (m^{2})^{kl}=({e}^{k})_{i}({e}^{l})_{j}{\frac {\partial ^{2}V}{\partial \varphi _{i}\partial \varphi _{j}}}\left(\varphi _{0}+\lambda \varphi _{0}^{(1)}\right)=\lambda ({e}^{k})_{i}({e}^{l})_{j}\left[{\frac {\partial ^{2}V_{1}(\varphi _{0})}{\partial \varphi _{i}\partial \varphi _{j}}}+{\frac {\partial ^{3}V_{0}(\varphi _{0})}{\partial \varphi _{i}\partial \varphi _{j}\partial \varphi _{n}}}\varphi _{0,n}^{(1)}\right]},
которая является положительно определённой.

## Нарушение симметрии квантового поля
В квантовой теории полевая переменная {\displaystyle \varphi (x)} перестаёт быть просто вещественной или комплексной функцией координат, а становится линейным оператором {\displaystyle {\widehat {\Phi }}(x)}, заданным на гильбертовом пространстве состояний поля, которые в представлении Фока, или вторичного квантования, имеют вид
{\displaystyle |...,n_{\textbf {k}},...\rangle =C(...,n_{\textbf {k}},...)\prod _{\textbf {k}}b_{\textbf {k}}^{+}|0\rangle ,}
где {\displaystyle C} — константа нормировки, {\displaystyle b_{\textbf {k}}^{+}} — оператор рождения, который увеличивает число частиц с определённым импульсом {\displaystyle {\textbf {k}}} на 1; например, для бозонов {\displaystyle b_{\textbf {k}}^{+}|...,n_{\textbf {k}},...\rangle ={\sqrt {n_{\textbf {k}}+1}}|...,n_{\textbf {k}}+1,...\rangle }, {\displaystyle |0\rangle } — вакуумное состояние, в котором нет никаких частиц (возбуждений). Наблюдаемыми величинами являются средние от полевых операторов на состояниях поля {\displaystyle \langle ...,n_{\textbf {k}},...|{\widehat {A}}|...,n_{\textbf {k}},...\rangle }, где {\displaystyle {\widehat {A}}} — некоторый оператор, полиномиальный по операторам поля.
Среднее от оператора {\displaystyle {\widehat {A}}} на состояниях {\displaystyle |...,n_{\textbf {k}},...\rangle } можно переписать через вакуумное среднее {\displaystyle \langle 0|{\widehat {B}}|0\rangle } от оператора {\displaystyle {\widehat {B}}}, который тоже имеет полиномиальный вид по операторам поля. Такие вакуумные средние удобно вычислять как функциональные производные от так называемого образующего функционала, который обозначается как функциональный интеграл
{\displaystyle Z=\int [d\varphi ][d\psi ][...]e^{iS[\varphi ,\psi ,...]},}
где {\displaystyle S} — классическое действие для полей {\displaystyle \varphi ,\psi ,...}. Образующий функционал представляет собой амплитуду перехода «вакуум — вакуум».
Чаще всего образующий функционал и его производные вычисляют, проводя разложение в окрестности действия свободных невзаимодействующих полей (квадратичных по полям лагранжианов). Поправки к теории без взаимодействий удобно вычислять с помощью диаграмм Фейнмана.
Как и в квантовой механике по отношению к классической, операторная природа поля приводит к нетривиальным квантовым эффектам. Иногда квантовые поправки незначительны, однако в общем случае они могут иметь значительный (потенциально бесконечный) вклад. Для квантового поля часто имеют место квантовые аномалии — принципиальные нарушения некоторых симметрий, присущих классической теории, в соответствующей квантовой системе. Поэтому изложенная в предыдущем разделе физическая картина нарушения симметрии для классического поля не может быть непосредственно экстраполирована на квантовый случай, и нельзя априори утверждать, что теоремы Голдстоуна или Хиггса будут выполняться и в квантовом случае.

### Глобальная калибровочная симметрия
Теорема Голдстоуна в квантовом случае может быть легко сформулирована при помощи эффективного действия (потенциала). В рамках этого подхода вводятся дополнительные классические токи {\displaystyle J_{i}(x)}, которые взаимодействуют со скалярными полями {\displaystyle \varphi _{i}(x)}. Образующий функционал можно переписать в виде
{\displaystyle Z[J]=\exp {(iW[J])},}
где величина {\displaystyle W[J]} — сумма всех связных вакуумных диаграмм, причём диаграммы, которые образуются друг из друга перестановкой вершин, разными не считаются. Вакуумные средние значения полевых операторов {\displaystyle \varphi _{J}^{i}(x)=\langle \Phi ^{i}(x)\rangle _{0,J}} при заданных классических токах {\displaystyle J_{i}(x)} переписываются через вариационные производные от {\displaystyle W[J]}
{\displaystyle \varphi _{J}^{i}(x)={\frac {\delta }{\delta J_{i}(x)}}W[J].}
Обозначим ток {\displaystyle J_{i}(x)}, для которого вакуумное полевое среднее равно заранее заданному полю {\displaystyle \varphi _{J}^{i}=\varphi ^{i}}. Преобразование Лежандра от {\displaystyle W[J]} приводит к квантовому эффективному действию {\displaystyle \Gamma [\varphi ]}
{\displaystyle \Gamma [\varphi ]=-\int d^{4}x\varphi ^{i}(x)J_{i,\varphi }(x)+W[J].}
Величина {\displaystyle \Gamma [\varphi ]} является суммой всех связанных одночастичных неприводимых диаграмм при наличии тока {\displaystyle J_{i}(x)}. Можно показать, что
{\displaystyle {\frac {\delta \Gamma [\varphi ]}{\delta \varphi ^{i}(x)}}=-J_{i}(x).}
При отсутствии внешних токов {\displaystyle J_{i}(x)=0}, и значения вакуумных средних определяются как стационарные точки функционала
{\displaystyle {\frac {\delta \Gamma [\varphi ]}{\delta \varphi ^{i}(x)}}=0.}
Эффективное действие {\displaystyle \Gamma [\varphi ]} учитывает квантовые поправки всех порядков, обеспечивая при этом классическую трактовку поля вакуумных средних {\displaystyle \varphi _{i}(x)} полевых операторов. Если принять, что вакуум инвариантен относительно преобразований неоднородной группы Лоренца, то эффективное действие записывается в виде
{\displaystyle \Gamma [\varphi ]=-{\mathcal {V}}_{4}V(\varphi ),}
где {\displaystyle {\mathcal {V}}_{4}} — объём пространства-времени, а {\displaystyle V(\varphi )} — обычная функция, которая называется эффективным потенциалом.
Согласно тождествами Славнова — Тейлора, эффективное действие инвариантно относительно инфинитезимальных преобразований вакуумных полей {\displaystyle \delta _{\varepsilon }\varphi ^{i}(x)=\varepsilon \langle F^{i}(x)\rangle _{J}} (здесь под {\displaystyle \varphi ^{i}(x)} имеется в виду любое поле, а не только скалярное). Для широкого класса так называемых линейных инфинитезимальных преобразований, к которым относятся и калибровочные преобразования,
{\displaystyle F^{i}(x)=s^{i}(x)+A_{j}^{i}\varphi ^{j}(x),}
где {\displaystyle A_{j}^{i}} — постоянная матрица, эффективное действие инвариантно относительно тех же симметрий, что и исходное классическое действие. Таким образом, если такая симметрия не нарушена на классическом уровне, то она не будет нарушена квантовыми поправками в любом порядке теории возмущений.
С помощью эффективного потенциала доказательство теоремы Голдстоуна в квантовом случае можно провести, используя почти такие же соображения, как и для классических полей (с точностью до замены потенциала на эффективный потенциал и классических полей на вакуумные средние полевых операторов). В квантовой теории поля значение квадратов масс бозонов после нарушения симметрии определяются собственными значениями массовой матрицы {\displaystyle (m^{2})_{ij}={\frac {\partial ^{2}V}{\partial \varphi ^{i}\partial \varphi ^{j}}}}. А поскольку, как было сказано выше, симметрия эффективного действия (потенциала) относительно калибровочных преобразований такая же, как и исходного действия, то количество нулевых собственных значений квантовой массовой матрицы такое же, как и для классической, и теорема Голдстоуна выполняется и в квантовом случае.

### Локальная калибровочная симметрия
В квантовой теории поля теорема Хиггса остаётся справедливой, хотя по причинам, приведённым в начале раздела, математическое рассмотрение проблемы является сложным. Для удаления «нефизических» голдстоуновских мод при рассмотрении нарушения локальной калибровочной симметрии классического поля использовалось унитарная калибровка. Однако при применении унитарной калибровки в квантовой теории поля оказывается, что пропагатор калибровочного поля имеет асимптотическое поведение {\displaystyle {\mathcal {O}}(1)={\mathcal {O}}(k^{0})}, а потому проверить теорию на перенормируемость простым способом (подсчётом степеней) не удаётся. В квантовой теории поля используется зависящая от вещественного параметра {\displaystyle \xi } так называемая {\displaystyle R_{\xi }}-калибровка, которая является обобщением унитарной калибровки. Преимуществом семейства таких калибровок является асимптотика {\displaystyle {\mathcal {O}}(k^{-2})} пропагатора калибровочного поля.
Так или иначе, выбор калибровки накладывает дополнительные условия на полевые переменные, которые нужно учитывать при квантовании. В теории поля такие условия учитываются в рамках метода Фаддеева — Попова. Рассмотрим лагранжиан
{\displaystyle {\mathcal {L}}={\frac {1}{2}}{\mathcal {D}}_{\mu }\varphi {\mathcal {D}}^{\mu }\varphi -V(\varphi )-{\frac {1}{4}}(F_{\mu \nu }^{a})^{2}.}
Раскладывая скалярные поля в окрестности минимума {\displaystyle \varphi (x)=\varphi _{0}+\phi (x)}, можно переписать его как функцию {\displaystyle A} и {\displaystyle \phi } : {\displaystyle {\mathcal {L}}(A,\phi )}. При этом калибровка фиксируется условием {\displaystyle \partial ^{\mu }A_{\mu }^{a}-\xi e\phi _{i}(K^{-1})^{ai}=0}, а матрица {\displaystyle K^{ai}} была введена в предыдущем разделе при рассмотрении доказательства теоремы Хиггса в классическом случае. Всего таких условий {\displaystyle \dim G-\dim H}. Введём функции {\displaystyle G^{a}={\frac {1}{\sqrt {\xi }}}(\partial ^{\mu }A_{\mu }^{a}-\xi g\phi _{i}(K^{-1})^{ai})}, которые будут учитывать калибровки. При {\displaystyle \xi \rightarrow 0}{\displaystyle R_{\xi }}-калибровка переходит в калибровку Ландау {\displaystyle \partial _{\mu }A_{a}^{\mu }=0}. Унитарная калибровка получается в пределе {\displaystyle \xi \rightarrow \infty }.
Квантование теории проводится с помощью образующего функционала
{\displaystyle Z=C\int ({\mathcal {D}}A)({\mathcal {D}}\phi )\exp \left[i\int d^{4}x({\mathcal {L}}(A,\phi )-{\frac {1}{2}}G^{2})\right]\det \left({\frac {\delta G}{\delta \alpha }}\right),}
где {\displaystyle \alpha } — калибровочные параметры нарушенных симметрий. В итоге квадратичный по полям лагранжиан принимает вид
{\displaystyle {\mathcal {L}}\approx -{\frac {1}{2}}A_{\mu }^{a}\left(\delta ^{ab}\left[-\eta ^{\mu \nu }\partial ^{2}+(1-{\frac {1}{\xi }}\partial ^{\mu }\partial ^{\nu })\right]-\eta ^{\mu \nu }(m_{A}^{2})_{ab}\right)A_{\nu }^{b}+{\frac {1}{2}}(\partial _{\mu }\phi )^{2}-{\frac {1}{2}}(m_{G}^{2})_{ij}\phi _{i}\phi _{j}+{\frac {1}{2}}(\partial _{\mu }{\widetilde {\phi }})^{2}-{\frac {1}{2}}(m_{H}^{2})_{ij}{\widetilde {\phi }}_{i}{\widetilde {\phi }}_{j},}
где матрицы принимают вид {\displaystyle (m_{A}^{2})_{ab}=g^{2}K_{ai}K_{bi}}, {\displaystyle (m_{G}^{2})_{ij}=\xi g^{2}K_{ia}K_{ja}}, {\displaystyle (m_{H}^{2})_{ij}=({\widetilde {e}}^{k})_{i}({\widetilde {e}}^{l})_{j}{\frac {\partial ^{2}V(\varphi _{0})}{\partial \varphi _{i}\varphi _{j}}}+\xi g^{2}K_{ia}K_{ja}}.
Определитель под интегралом можно учесть, добавив к лагранжиану системы лагранжиан духов Фаддеева — Попова:{\displaystyle {\mathcal {L}}_{gh}={\overline {c}}\left(-\partial ^{2}-\xi m_{A}^{2}{\frac {\phi (x)}{\varphi _{0}}}\right)c} .
Наличие масс у голдстоуновских бозонов (которые, однако, пропорциональны {\displaystyle \sim {\sqrt {\xi }}}) и {\displaystyle \xi } -зависимость масс бозонов Хиггса зависят от калибровки, что означает их нефизичность. Если их не учитывать, то полученные массовые матрицы показывают полное соответствие между квантовой и классической теоремами Хиггса. Однако сами значения масс могут несколько меняться из-за наличия квантовых поправок.

### Пи-мезоны как псевдоголдстоуны
В качестве примера нарушения симметрии в квантовой теории поля рассмотрим нарушения хиральной симметрии {\displaystyle SU(2)\times SU(2)} квантовой хромодинамики с безмассовыми кварками. Фермионный лагранжиан безмассовых кварков имеет вид
{\displaystyle {\mathcal {L}}=i{\overline {u}}\gamma ^{\mu }{\mathcal {D}}_{\mu }u+i{\overline {d}}\gamma ^{\mu }{\mathcal {D}}_{\mu }d,}
где черта над полем означает дираковское сопряжения {\displaystyle {\overline {u}}=u^{\dagger }\gamma ^{0}}, а спиноры {\displaystyle u,\,d} соответствуют {\displaystyle u}- и {\displaystyle d}-кваркам. Вообще говоря, спиноры кварков образуют цветовые триплеты, однако в явном виде записывать их здесь не будем. Такой безмассовый лагранжиан инвариантен относительно преобразований группы {\displaystyle SU(2)\times SU(2)} изоспинового дублета
{\displaystyle \left|\left|{\begin{array}{c}u\\d\end{array}}\right|\right|\rightarrow \exp {\left(i\alpha _{V}^{a}{\frac {\sigma _{a}}{2}}+i\alpha _{A}^{a}\gamma ^{5}{\frac {\sigma _{a}}{2}}\right)}\left|\left|{\begin{array}{c}u\\d\end{array}}\right|\right|,}
где {\displaystyle t_{a}={\frac {\sigma _{a}}{2}}}, а {\displaystyle \sigma _{a}} — матрицы Паули. Данной симметрии соответствуют векторный и аксиальный токи симметрии
{\displaystyle V_{a}^{\mu }=i{\overline {q}}\gamma ^{\mu }t_{a}q,\quad A_{a}^{\mu }=i{\overline {q}}\gamma ^{\mu }\gamma _{5}t_{a}q,}
с соответствующими уравнениями непрерывности {\displaystyle \partial _{\mu }V_{a}^{\mu }=0,\,\partial _{\mu }A_{a}^{\mu }=0}, где {\displaystyle q=||u,d||^{T}} обозначает изоспиновый кварковый дублет. Соответствующие заряды симметрии {\displaystyle {\widehat {I}}_{a}=\int d^{3}xV_{a}^{0},\;{\widehat {X}}_{a}=\int d^{3}xA_{a}^{0}} являются генераторами изоспиновой и остаточной симметрий. Действуя на кварковые поля, эти операторы индуцируют преобразования
{\displaystyle [{\widehat {I}}_{a},q]=-t_{a}q,\;[{\widehat {X}}_{a},q]=-\gamma ^{5}t_{a}q} .
Если симметрия {\displaystyle SU(2)\times SU(2)} не нарушена, то каждому адрону соответствует его аналог с теми же квантовыми числами (спином, барионным зарядом), но с противоположной чётностью. Однако вырождения адронного спектра по чётности не наблюдается, поэтому следует предположить, что хиральная симметрия с генераторами {\displaystyle X_{a}} нарушена.
Из-за наличия в лагранжиане массовых слагаемых {\displaystyle -m_{u}{\overline {u}}u-m_{d}{\overline {d}}d} симметрия {\displaystyle SU(2)\times SU(2)} является приближённой. Поэтому, как было показано в предыдущем разделе, в спектре частиц возникают псевдоголдстоуновские бозоны с малой массой. Они должны быть бесспиновыми, иметь нулевой барионный заряд, изоспин, равный 1, и отрицательную чётность. Самыми лёгкими среди всех адронов являются именно {\displaystyle \pi } -мезоны; более того, они обладают необходимыми квантовыми числами. Можно показать, что квадрат массовой матрицы {\displaystyle \pi }-мезонов {\displaystyle m_{\pi }^{2}\sim (m_{u}+m_{d})} и даёт массу {\displaystyle \pi }-мезона 140 МэВ при {\displaystyle m_{u}+m_{d}\sim } 10 МэВ, что соответствует реальности.

### Поле Хиггса и динамическое нарушение симметрии
Динамическое нарушение симметрии заключается в нарушении симметрии квантовыми эффектами поляризации вакуума. Такие поляризационные эффекты нарушают первоначальную классическую калибровочную симметрию группы {\displaystyle G}, редуцируя её к симметрии с малой группой {\displaystyle H}. Поляризация вакуума может приводить к приобретению масс исходно безмассовыми частицами. В такой идеологии бозон Хиггса вводится в теорию следующим образом. Пусть имеется система материальных и калибровочных полей, которые обозначим для удобства одной буквой {\displaystyle \varphi }. Пусть соответствующее действие {\displaystyle S[\varphi ]} инвариантно относительно преобразований калибровочной группы {\displaystyle G}. Введём в систему классическое внешнее поле Хиггса {\displaystyle \sigma }, которое редуцирует калибровочную симметрию к малой группе {\displaystyle H}. Действие такой системы запишем {\displaystyle S[\varphi ,\sigma ]}. Образующий функционал запишем в следующем виде (с интегрированием только по полям {\displaystyle \varphi }, считая поле {\displaystyle \sigma } заданным):
{\displaystyle Z_{\sigma }=\int [d\varphi ]e^{iS[\varphi ,\sigma ]}}.
Теперь к действию {\displaystyle S[\varphi ,\sigma ]} добавим «затравочное» действие для хиггсового поля {\displaystyle S_{\sigma }}, а в образующем функционале добавим интегрирование по полям {\displaystyle \sigma }:
{\displaystyle Z=\int [d\varphi ][d\sigma ]e^{iS[\varphi ,\sigma ]+iS_{\sigma }}}.
Интегрирование по полям {\displaystyle \varphi } генерирует для поля Хиггса некоторое эффективное действие:
{\displaystyle Z=\int [d\varphi ][d\sigma ]e^{iS[\varphi ,\sigma ]+iS_{\sigma }}=\int [d\sigma ]e^{iS_{eff}+iS_{\sigma }}}.
Преимущество такого подхода состоит в получении нетривиального вклада в поле Хиггса, которое происходит от начальной системы полей {\displaystyle \varphi }. Аналогичными методами в квантовой электродинамике получают нелинейные поправки к лагранжиану.

## Нарушение симметрии в статистической физике
Различные статистические системы можно представлять как некоторые квантованные поля. Так, система бозе-частиц (например, 4He) представляет собой комплексное скалярное поле, ферми-система (3He) представляется как спинорное поле. Однако чаще всего лагранжианы в квантовой статистической физике — эффективные и феноменологические, а соответствующие поля описывают определённые возбуждения в системе (теория Гинзбурга — Ландау, плазмоны, фононы, экситоны и т. д.).
Математический аппарат квантовой теории поля применяется к изучению статистических систем многих частиц. При этом в статистической физике термины квантовой теории поля имеют свои аналоги. Так, например, аналогом образующего функционала является статистическая сумма, которую представляют как функциональный интеграл
{\displaystyle Z=e^{-\beta F[\varphi ]}=\int ({\mathcal {D}}\varphi )\exp {\left(-\beta \int d^{3}x\left[e(x)-\mu (T)\varphi ^{\dagger }\varphi \right]\right)},}
где {\displaystyle F} — свободная энергия Гельмгольца, которая имеет смысл аналога классического действия в квантовой теории поля, {\displaystyle \varphi } — совокупность полей модели, {\displaystyle \beta =1/T} — обратная температура, {\displaystyle e(x)} — плотность энергии в окрестности точки {\displaystyle x}, {\displaystyle \mu } — химический потенциал.
Как и в случае квантовой теории поля, при квантовании статистической системы возникают квантовые поправки, которые могут иметь какое угодно влияние на систему. Однако по аналогии с предыдущим разделом можно ввести эффективный потенциал, который удобно использовать для исследования системы. Если этого достаточно, то можно работать в приближении среднего поля, в рамках которого предполагается, что
{\displaystyle F\approx E=\int d^{3}x\left[e(x)-\mu \varphi ^{\dagger }\varphi \right].}

### Фазовые переходы как спонтанное нарушение симметрии
При изменении температуры меняется и плотность энергии системы (вследствие изменения потенциала взаимодействия), и химический потенциал; поэтому может случиться, что при температурах выше определённой критической температуры {\displaystyle T_{c}} минимум энергии находится при одной конфигурации системы, а ниже — при другой. Система переходит из состояния, которое уже не является стабильным при данной температуре, в новое стабильное состояние. Макроскопически наблюдается фазовый переход.
Поля отклонения от вакуумного состояния отождествляют с термодинамическими флуктуациями. При спонтанном нарушении симметрии в статистической физике, кроме массивных скаляров, всегда возникают безмассовые моды флуктуаций, которые называют бозонами Голдстоуна (часто Намбу — Голдстоуна). Наличие безмассовых голдстоуновских мод ведёт к бесщелевому энергетическому спектру системы (теорема Гугенгольца — Пайнса). Голдстоуновская мода также отвечает за коррелированные во всей системе флуктуации (так называемый недиагональный дальний порядок; например, в случае бозе-смеси — бозе-конденсат). Иногда в физике конденсированного состояния массивные моды колебаний необоснованно называют бозонами Хиггса.
Почти все фазовые переходы можно трактовать как спонтанное нарушение симметрии. Тем не менее существуют состояния вещества, которые нельзя представить как спонтанно нарушенные конфигурации поля. К таким состояниям относят спиновые жидкости, а также электронный газ в дробном квантовом эффекте Холла.

### Сверхтекучесть
В качестве примера спонтанного нарушения симметрии в теории фазовых переходов рассматривается переход жидкого {\displaystyle ^{4}He} в сверхтекучее состояние. Как было сказано ранее, бозе-жидкость можно описать одним комплексным полем {\displaystyle \psi }. В теории сверхтекучей бозе-жидкости, предполагая, что атомы жидкости являются твёрдыми шариками, которые взаимодействуют только при непосредственных столкновениях ({\displaystyle \delta }-взаимодействие), а дальнодействующие взаимодействия отсутствуют, плотность энергии можно записать в виде
{\displaystyle e(x)={\frac {\hbar ^{2}}{2M}}|\nabla \psi |^{2}+{\frac {g}{2}}|\psi |^{4},}
где {\displaystyle \psi } — комплексное поле, соответствующее волновой функции атомов жидкости, M — масса атомов жидкости, g — параметр взаимодействия. Химический потенциал имеет вид {\displaystyle \mu =-\mu _{0}\left(T/T_{c}-1\right)}. Данное выражение для плотности энергии соответствует лагранжиану в теории Гинзбурга — Ландау без внешнего магнитного поля. Впервые квантовополевое рассмотрение сверхтекучести провёл Питаевский. При температурах выше критической энергия имеет минимум при {\displaystyle \psi =0}. В то же время при понижении температуры ниже критической минимум реализуется при {\displaystyle |\psi |=a={\sqrt {-\mu _{0}(T/T_{c}-1)/V}}}. Основное состояние становится бесконечнократно вырожденным по отношению к фазе {\displaystyle \phi =\arg {\psi }}. Удельная свободная энергия (то есть свободная энергия на единицу объёма) выше критической температуры равна нулю: {\displaystyle f(T>T_{C})=0}. Однако ниже критической температуры (безотносительно к значению фазы) {\displaystyle f(T<T_{C})=-f_{0}\left(T/T_{c}-1\right)^{2}}, где {\displaystyle f_{0}={\frac {\mu _{0}^{2}}{2V}}}. Теплоёмкость единицы объёма
{\displaystyle c=-T{\frac {\partial ^{2}f}{\partial T^{2}}}=\left\{{\begin{array}{c}0,\;T>T_{c};\\{\frac {\mu _{0}^{2}}{V}}{\frac {T}{T_{c}^{2}}},\;T>T_{c}.\end{array}}\right.}
Такое поведение теплоёмкости соответствует фазовому переходу второго рода. Раскладывая поля {\displaystyle |\psi (x)|=a+\rho (x)} и {\displaystyle \phi (x)=\phi _{0}+\gamma (x)} в окрестности вакуума, получим
{\displaystyle \epsilon =\int d^{3}x\left[{\frac {1}{2}}\left((\nabla \rho (x))^{2}+(-2m^{2})\rho (x)^{2}\right)+{\frac {1}{2}}a^{2}(\nabla \gamma (x))^{2}\right]},
где {\displaystyle \epsilon =2ME/\hbar ^{2}}, {\displaystyle m^{2}=-\mu 2M/h^{2}>0}. Отклонение от вакуумных, находящихся в равновесии значений соответствуют полям возбуждений. Как видим, существуют две моды колебаний: массивная мода {\displaystyle \rho } и безмассовая голдстоуновская мода {\displaystyle \gamma }. Моды колебаний характеризуются корреляционной длиной {\displaystyle \xi _{\varphi }=1/m_{\varphi }}, которая задаёт экспоненциальный закон затухания возбуждений с расстоянием {\displaystyle e^{-|x|/\xi }}. Выше критической точки есть две моды с корреляционной длиной
{\displaystyle \xi _{\psi }={\frac {1}{m}}={\sqrt {\frac {\hbar ^{2}}{2M\mu _{0}}}}{\frac {1}{\sqrt {T/T_{c}-1}}}}.
Ниже критической точки для голдстоуновских безмассовых мод корреляционная длина бесконечна (это означает на самом деле не экспоненциальное, а степенное поведение возбуждений), что соответствует коррелированности фазовых флуктуаций во всей системе (например, бозе-конденсат). Для массивной моды в сверхтекучем состоянии имеем температурную зависимость корреляционной длины в окрестности критической точки фазового перехода
{\displaystyle \xi _{\rho }={\frac {1}{\sqrt {2|m^{2}|}}}={\frac {1}{\sqrt {2}}}{\sqrt {\frac {\hbar ^{2}}{2M\mu _{0}}}}{\frac {1}{\sqrt {1-T/T_{c}}}}}.

## Объединение фундаментальных взаимодействий

### Модель Глэшоу — Вайнберга — Салама
Модель Глэшоу — Вайнберга — Салама описывает объединённое электрослабое взаимодействие с группой калибровочной симметрии {\displaystyle SU(2)_{L}\times U(1)_{Y}} и четырьмя калибровочными векторными бозонами {\displaystyle B^{0},\;W^{0},\;W^{+},\;W^{-}}, где индекс вверху указывает электрический заряд бозона. При понижении энергии группа симметрии {\displaystyle SU(2)_{L}\times U(1)_{Y}} нарушается до группы {\displaystyle U(1)_{\gamma }} электродинамики с одним калибровочным бозоном — фотоном. Ненарушенная группа {\displaystyle U(1)_{Y}} является группой поля гиперзаряда, а не электромагнитного поля. Также в теории появляется скалярное поле, которое преобразуется по фундаментальному представлению группы {\displaystyle SU(2)}, поэтому оно имеет вид двухкомпонентного комплексного скаляра {\displaystyle \varphi =||\varphi _{1},\varphi _{2}||^{T}}. Кроме того, в модели есть материальные поля, которые мы для простоты не будем принимать во внимание. Лагранжиан калибровочных полей (точнее, бозонного сектора) имеет вид
{\displaystyle {\mathcal {L}}=-{\frac {1}{4}}(F_{Y}^{\mu \nu })^{2}-{\frac {1}{4}}(F_{L}^{a,\mu \nu })^{2}+{\mathcal {D}}^{\mu }\varphi ^{\dagger }{\mathcal {D}}_{\mu }\varphi -\lambda \left(\varphi ^{\dagger }\varphi -a^{2}\right)^{2},}
где ковариантная производная от {\displaystyle \varphi } записывается в виде
{\displaystyle {\mathcal {D}}^{\mu }\varphi =\partial ^{\mu }\varphi +{\frac {i}{2}}e_{Y}Z_{U(1)}^{\mu }\varphi +ie_{L}W_{SU(2)}^{a,\mu }{\frac {\sigma _{a}}{2}}\varphi ,}
где {\displaystyle e_{Y}} и {\displaystyle e_{L}} — константы взаимодействия соответствующих полей, а {\displaystyle \sigma _{a}} — совокупность единичной матрицы и матриц Паули {\displaystyle \sigma _{i}}. Вакуумное состояние выберем в виде {\displaystyle \varphi _{0}=||0,a||^{T}}. Вакуум инвариантен относительно действия элементов малой группы {\displaystyle U(1)_{\gamma }}, генератором которой является матрица {\displaystyle t_{A}=\left({\begin{array}{cc}1&0\\0&0\end{array}}\right)}. Именно эта группа отвечает калибровочным преобразованиям электродинамики. Удобно ввести тройку матриц {\displaystyle t_{i}=\sigma _{i}/2}, а также переписать параметры {\displaystyle e_{Y}} и {\displaystyle e_{L}} через новые параметры {\displaystyle e} и {\displaystyle {\mathcal {\theta }}_{W}}
{\displaystyle e=e_{Y}\cos {\mathcal {\theta }}_{W}=e_{L}\sin {\mathcal {\theta }}_{W},}
причём параметр {\displaystyle e} оказывается равным элементарному электрическому заряду, а параметр {\displaystyle {\mathcal {\theta }}_{W}} называется углом Вайнберга. В таком случае ковариантная производная запишется в виде
{\displaystyle {\mathcal {D}}^{\mu }\varphi =\partial ^{\mu }\varphi +ie\left(A^{\mu }-{\rm {tg}}{\mathcal {\theta }}_{W}Z^{\mu }\right)t_{A}\varphi +i\left({\frac {e_{2}}{\cos {\mathcal {\theta }}_{W}}}Z^{\mu }t_{3}+e_{2}W_{+}^{\mu }t_{1}+e_{2}W_{-}^{\mu }t_{2}\right)\varphi ,}
где {\displaystyle {\begin{pmatrix}A_{\mu }\\Z_{\mu }\end{pmatrix}}={\begin{pmatrix}\cos \theta _{W}&\sin \theta _{W}\\-\sin \theta _{W}&\cos \theta _{W}\end{pmatrix}}{\begin{pmatrix}B_{\mu }\\W_{\mu }^{3}\end{pmatrix}}}, {\displaystyle W_{\mu }^{+}=W_{\mu }^{1}}, {\displaystyle W_{\mu }^{-}=W_{\mu }^{2}}.
В унитарной калибровке {\displaystyle \varphi =||0,a+\phi ||^{T}}, где {\displaystyle \phi } — вещественное скалярное поле, соответствующее бозону Хиггса, экспериментально обнаруженному в 2012 году. В квадратичном приближении лагранжиан с нарушенной симметрией запишется в виде
{\displaystyle {\mathcal {L}}=-{\frac {1}{4}}(\partial _{\mu }A_{\nu }-\partial _{\nu }A_{\mu })^{2}-{\frac {1}{4}}(\partial _{\mu }Z_{\nu }-\partial _{\nu }Z_{\mu })^{2}+m_{Z}^{2}Z^{2}-\sum _{i=\pm }\left[{\frac {1}{4}}(\partial _{\mu }W_{\nu }^{i}-\partial _{\nu }W_{\mu }^{i})^{2}+m_{W}^{2}(W^{i})^{2}\right]+(\partial _{\mu }\phi )^{2}-m_{\phi }^{2}\phi ^{2},}
где {\displaystyle m_{W}={\frac {e_{2}a}{\sqrt {2}}}}, {\displaystyle m_{Z}={\frac {e_{2}a}{{\sqrt {2}}\cos {\mathcal {\theta }}_{W}}}}, {\displaystyle m_{\phi }=2{\sqrt {\lambda }}a}.
Квантовые поправки приводят к изменению масс бозонов и зависимости констант взаимодействия от энергии.

### SU(5)-модель Великого Объединения Джорджи — Глэшоу

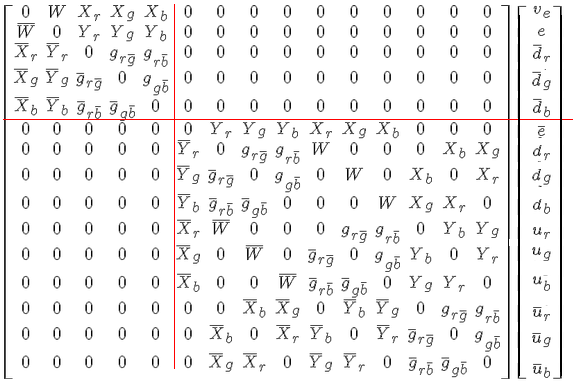
Группировка фермионов из 5 + 10 мультиплетов в теории. Бозоны взаимодействия размещены на пересечении соответствующих фермионных строк и столбцов. Нейтральные бозоны (фотон, Z-бозон) на рисунке не показаны.

При высоких энергиях (~1014 ГэВ) электрослабое и сильное ядерное взаимодействия объединяются в единое поле с некоторой калибровочной группой симметрии, которая при более низких энергиях спонтанно нарушается до группы {\displaystyle SU(3)_{C}\times SU(2)_{L}\times U(1)_{Y}} Стандартной модели. В данном параграфе рассмотрим модель Джорджи — Глэшоу с наименьшей калибровочной группой {\displaystyle SU(5)}, которая позволяет Великое объединение.
В этой теории все фермионы объединяются в три поколения 15-компонентных мультиплетов, состоящих из 5- и 10-компонентных мультиплетов, что соответствуют наименьшим размерностям неприводимых представлений группы {\displaystyle SU(5)}. В 5-компонентный сектор 15-компонентного мультиплета входят правый цветной триплет кварков {\displaystyle d}-типа (по одной компоненте для каждого цвета) и левый лептонный изоспиновый дублет (электрон и нейтрино): {\displaystyle 5=||d_{R};e_{L}^{-},\nu _{L}||}. 10-компонентный сектор содержит левый и правый триплеты {\displaystyle u}-кварков, левый триплет {\displaystyle d}-кварков и правый электрон: {\displaystyle 10=||u;d_{L};e_{R}^{-}||}.
При точной симметрии группа {\displaystyle SU(5)} содержит {\displaystyle 5\times 5-1=24} безмассовых калибровочных бозона. Существуют три бозона {\displaystyle W^{+},Z^{0},W^{-}}, отвечающих за переходы в лептонном квинтете и связанных группой {\displaystyle SU(2)_{L}\subset SU(5)}, а также бозон {\displaystyle B^{0}}, соответствующий группе {\displaystyle U(1)_{Y}}. Как и в Стандартной модели, фотон и {\displaystyle Z^{0}}-бозон являются ортогональными суперпозициями полей {\displaystyle W^{0}} и {\displaystyle B^{0}}. Также существуют 8 глюонов, осуществляющих переходы между тремя цветными кварками и являющимися генераторами группы {\displaystyle SU(3)_{C}}. Остальные двенадцать калибровочных бозонов — четыре цветных триплета {\displaystyle X_{\pm 4/3}} и {\displaystyle Y_{\pm 4/3}}. Бозоны {\displaystyle X} и {\displaystyle Y} отвечают за взаимодействия {\displaystyle \nu _{e}-d_{R}}, {\displaystyle e_{R}^{-}-u_{L}}, {\displaystyle d_{L}-u_{R}} и {\displaystyle e_{L}-d_{R}}, {\displaystyle e_{R}-d_{L}}, {\displaystyle u_{L}-u_{R}} соответственно.
При уменьшении энергии симметрия {\displaystyle SU(5)} нарушается до {\displaystyle SU(3)_{C}\times SU(2)_{L}\times U(1)_{Y}}. При этом калибровочные {\displaystyle X}- и {\displaystyle Y}-бозоны приобретают массы 1014 ГэВ.
Кроме того, в модели {\displaystyle SU(5)} возможно ввести массивные правые нейтрино (как синглет {\displaystyle SU(5)}). Такие нейтрино могут взаимодействовать с квинтетом с помощью бозонов Хиггса, которые возникают при спонтанном нарушении симметрии Великого объединения.
Модель Джорджи — Глэшоу предсказывает время жизни протона ~ 1029 лет, однако современные эксперименты на Супер-Камиоканде дают нижнюю оценку для времени жизни протона 1032 лет, полностью исключая возможность реализации симметрии {\displaystyle SU(5)} в простейшем варианте модели.

### SO(10)-модель и модели с высшими калибровочными группами
Следующей минимальной калибровочной группой, которой можно описать Великое объединение, является группа {\displaystyle SO(10)}, где фермионы образуют 16-компонентный мультиплет: к 15 фермионам {\displaystyle SU(5)} добавляется левое нейтрино. Существует всего {\displaystyle 10\times 9/2=45} калибровочных бозонов, которые могут приобретать массу при спонтанном нарушении симметрии {\displaystyle SO(10)}. Такая модель тоже исключается из-за отсутствия распада протона.
Впрочем, рассматриваются и высшие группы {\displaystyle SU(n)} и {\displaystyle SO(n)} (например, {\displaystyle SU(8)}, {\displaystyle SO(16)} и т. д.), а также модели, где калибровочная группа является произведением двух и более простых групп: {\displaystyle SU(4)\times SU(4)}, {\displaystyle SU(3)\times SU(3)\times SU(3)} и т. п. Особое внимание уделяется цепочке исключительных групп
{\displaystyle E_{4}=SU(5)\subset E_{5}=SO(10)\subset } Е6 {\displaystyle \subset E_{7}\subset } Е8.
которые возникают в теориях многомерной гравитации и теории струн. Группы {\displaystyle E_{7}}, Е8 являются достаточно большими для размещения различных поколений частиц.
Несмотря на большое количество полей в группах высших порядков, механизм спонтанного нарушения симметрии в соответствующих теориях такой же, как и описано выше.

## Спонтанное нарушение суперсимметрии
Спонтанное нарушение суперсимметрии (в отличие от мягкого и динамического) заключается в получении несуперсимметричной (явно) теории в окрестности вакуума с суперсимметрией. Нарушение суперсимметрии является необходимым процессом для избежания конфликта суперсимметричных моделей с экспериментом. Дело в том, что точная суперсимметрия предполагает, что суперпартнёры (количество которых совпадает с количеством обычных частиц) имеют такую же массу, как и их партнёры (обычные частицы), чего не наблюдается в эксперименте. Во время нарушения суперсимметрии суперпартнёры приобретают значительную дополнительную массу и, таким образом, становятся пока недостижимыми в экспериментах.
Как и для возбуждения калибровочной симметрии, можно показать, что квантовые поправки не нарушают суперсимметрии, если она не нарушена на классическом уровне. Однако существенным отличием нарушения суперсимметрии от калибровочной симметрии является утверждение следующей теоремы:
Теорема. В любой теории с суперсимметрией или нарушены все суперсимметрии, или не нарушена ни одна из них .

### Критерии нарушения суперсимметрии
Ненулевые вакуумные средние
Суперсимметрия нарушается тогда и только тогда, когда суперзаряды {\displaystyle Q_{a}} не уничтожают вакуумное состояние: {\displaystyle Q_{a}|0\rangle \neq 0}. Для вакуумного среднего вариации поля {\displaystyle \varphi } можно написать {\displaystyle \langle \delta \varphi \rangle _{0}=\langle \left[\varphi ,Q_{\alpha }\right]\rangle _{0}\neq 0}. Другими словами, суперсимметрия нарушена тогда и только тогда, когда вакуумное среднее некоторого поля не равно 0. При этом требуется Лоренц-инвариантность вакуума.
Например, для модели Весса — Цумино
{\displaystyle S=\int d^{4}x\left(-{\frac {1}{2}}(\partial _{\mu }A)^{2}-{\frac {1}{2}}(\partial _{\mu }B)^{2}-{\frac {1}{2}}\chi ^{\dagger }\gamma ^{\mu }\partial _{\mu }\chi +{\frac {1}{2}}D^{2}+{\frac {1}{2}}F^{2}\right)}
с бозоннымы полями {\displaystyle A,B,D,F} и майорановским фермионом {\displaystyle \chi }. Поля {\displaystyle D,F} являются дополнительными и зануляются на массовой поверхности — их наличие необходимо для равенства бозонных и фермионных степеней свободы на массовой поверхности и вне её. Для этой модели с учётом требования Лоренц-инвариантности вакуума следует, что {\displaystyle \langle \chi _{\alpha }\rangle =0}, {\displaystyle \langle \partial _{\mu }A\rangle =0}, {\displaystyle \langle \partial _{\mu }B\rangle =0}. Ненулевое среднее вариации поля имеет вид {\displaystyle \langle \delta _{\varepsilon }\chi _{\alpha }\rangle =((\langle F\rangle +i\gamma _{5}\langle D\rangle )\varepsilon )_{\alpha }}. Таким образом, суперсимметрия нарушена тогда и только тогда, когда вакуумные средние дополнительных полей не равны 0.
Нулевое значение потенциала
Гамильтониан суперсимметричной теории с суперзарядами {\displaystyle Q_{a}} записывается в виде
{\displaystyle H=\sum _{a}(Q_{a}Q_{a}^{\dagger }+Q_{a}^{\dagger }Q_{a})}
А это, в свою очередь, приводит к следующему утверждению: суперсимметричное вакуумное состояние должно иметь нулевую энергию; если же вакуумная энергия положительная — суперсимметрия нарушена. Действительно, для вакуумного среднего гамильтониана выполняется неравенство
{\displaystyle \langle H\rangle =\sum _{a}(||Q_{a}|0\rangle ||^{2}+||Q_{a}^{\dagger }|0\rangle ||^{2})\geqslant 0}.

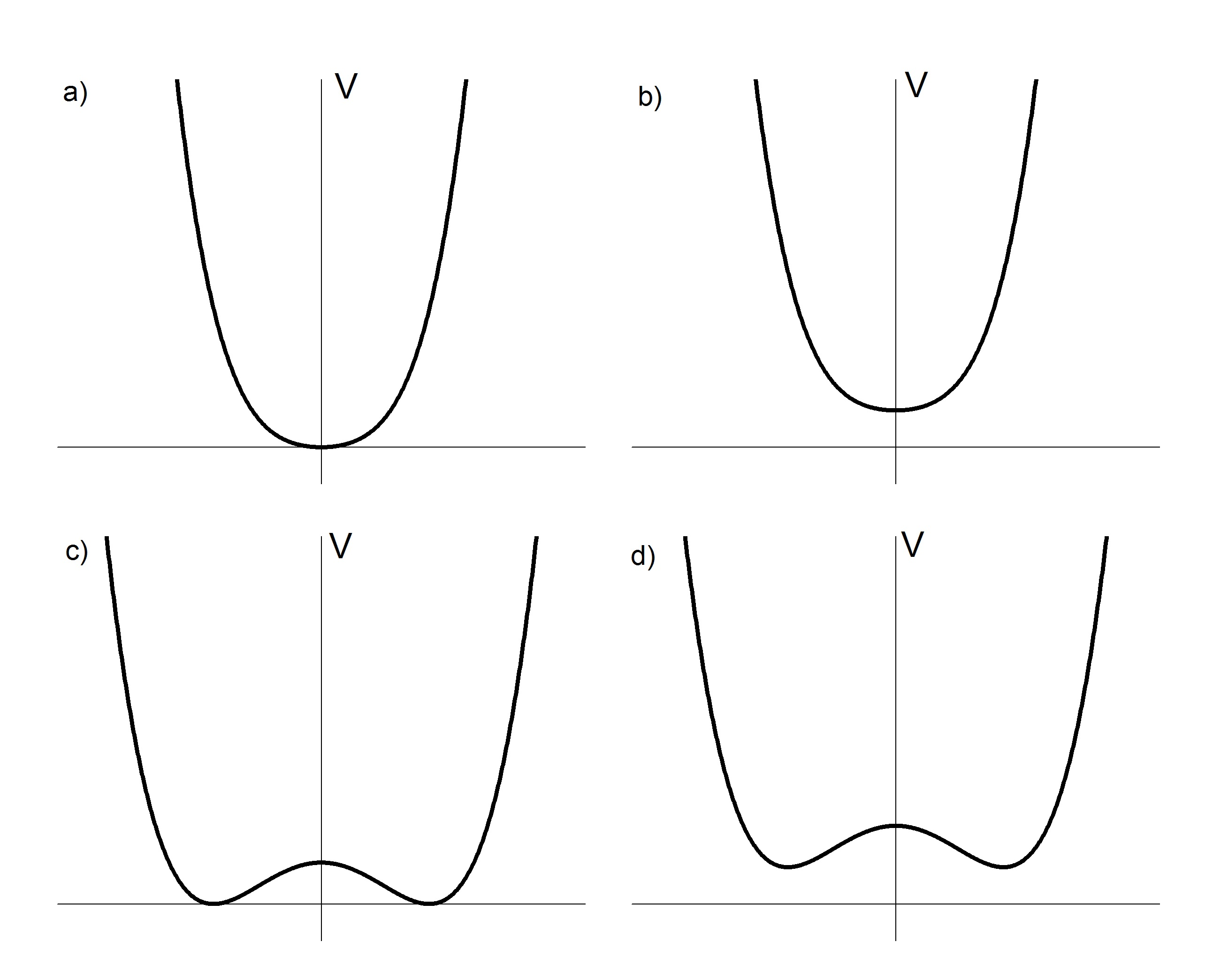
Потенциалы с нарушенной симметрией: a) не нарушены ни калибровочная симметрия, ни суперсимметрия; b) калибровочная симметрия не нарушена, а суперсимметрия нарушена; c) калибровочная симметрия нарушена, а суперсимметрия не нарушена; d) нарушены и калибровочная симметрия, и суперсимметрия.

Здесь равенство достигается только только в случае ненарушенной суперсимметрии {\displaystyle Q_{a}|0\rangle =0}.
В этом заключается принципиальное отличие спонтанного нарушения суперсимметрии от спонтанного нарушения калибровочной симметрии. Для последней важна инвариантность минимума потенциала, а для суперсимметрии — значение его минимума. Таким образом, нарушение калибровочной симметрии является в определённом смысле независимым от нарушения суперсимметрии. Если минимум нарушенного относительно калибровочной симметрии вакуума имеет нулевую энергию, то суперсимметрия не является нарушенной.

### Голдстино и хиггсино
При нарушении суперсимметрии хирального суперполя {\displaystyle \Phi (x,\theta ,{\overline {\theta }})=\varphi (y)+\theta \chi (y)+\theta \theta F(y),} где {\displaystyle y=x-i\theta \sigma ^{\mu }{\overline {\theta }}}, {\displaystyle \theta ,\;{\overline {\theta }}} — грасмановы координаты суперпространства, реализуется так называемое нарушение суперсимметрии {\displaystyle F}-типа, когда вакуумное среднее динамического скалярного и дополнительного поля {\displaystyle \langle F\rangle _{0}\neq 0}. При нарушении суперсимметрии векторного суперполя {\displaystyle \langle D\rangle _{0}\neq 0}, а о соответствующем нарушении суперсимметрии говорят как о {\displaystyle D}-типе.
В обоих типах нарушения суперсимметрии существует спинор, который под действием суперсимметричных преобразований получает неоднородной член
{\displaystyle \delta _{\varepsilon }\lambda _{\alpha }=-2\varepsilon _{\alpha }\langle D\rangle +o(\varepsilon ),\qquad \delta _{\varepsilon }\chi _{\alpha }=-2\varepsilon _{\alpha }\langle F\rangle +o(\varepsilon ).}
Такой спинор называют фермионом Голдстоуна, или голдстино.
По аналогии с механизмом Хиггса, где векторный бозон «съедает» голдстоуновский бозон и становится массивным, в супергравитации гравитино «съедает» голдстино (векторный супермультиплет «съедает» хиральный) и становится массивным. Такой механизм называется суперхиггсовским механизмом.

### Модель О’Рейферти
Рассмотрим нарушения суперсимметрии на примере модели О’Рейферти с {\displaystyle n} хиральными супермультиплетами {\displaystyle \Phi _{i}}, которая задаётся лагранжианом
{\displaystyle \int d^{2}\theta d^{2}{\overline {\theta }}\sum _{i}{\overline {\Phi }}_{i}\Phi ^{i}+\int d^{2}\theta W(\Phi )+h.c,}
где черта над полем означает дираковское, или комплексное, сопряжение, {\displaystyle h.c} обозначает эрмитово-сопряженное слагаемое, а суперпотенциал
{\displaystyle W(\Phi )=a_{i}\Phi ^{i}+{\frac {1}{2}}m_{ij}\Phi ^{i}\Phi ^{j}+{\frac {1}{3}}\lambda _{ijk}\Phi ^{i}\Phi ^{j}\Phi ^{k}} .
Теперь, варьируя действие, получаем уравнение для дополнительного поля {\displaystyle {\overline {F}}_{i}=-{\frac {\partial W}{\partial \varphi ^{i}}}=-(a_{i}+m_{ij}\varphi ^{j}+\lambda _{ijk}\varphi ^{j}\varphi ^{k})}. Подставляя полученное решение, получим потенциальную энергию
{\displaystyle V=\sum _{i}{\overline {F}}_{i}F^{i}=\sum _{i}\left|-{\frac {\partial W}{\partial \varphi ^{i}}}\right|^{2}=\sum _{i}|a_{i}+m_{ij}\varphi ^{j}+\lambda _{ijk}\varphi ^{j}\varphi ^{k}|^{2}.}
Cуперсиметрия в данной модели нарушена, если невозможно найти такой набор {\displaystyle \langle \varphi _{i}\rangle }, чтобы {\displaystyle \langle F^{i}\rangle =0} для всех компонент.

## Неинвариантные вакуумы
При рассмотрении нарушения симметрии квантового поля мы предполагали, что вакуумная конфигурация поля инвариантна относительно преобразований неоднородной группы Лоренца (повороты, бусты и трансляции). Это очень сильное неаргументированное ограничение на вакуумные конфигурации, которое ведёт к тому, что вакуум поля одинаков во всех точках пространства. Однако оказывается, что нетривиальные координатно-зависимые конфигурации вакуума поля действительно возможны. Более того, такие конфигурации могут быть важны при исчислении образующего функционала, поскольку их влияние не является малой величиной (например, инстантонный вклад в квантовой хромодинамике). Такими нетривиальными вакуумами являются также магнитные монополи, космические струны и доменные стенки, которые в принципе могут присутствовать во Вселенной и трактоваться как топологические дефекты пространства-времени с ненарушенной калибровочной электрослабой симметрией или симметрией Великого объединения. Такие неинвариантные вакуумные состояния реализуют экстремум функционала действия и устойчивы относительно возбуждений.
Такие конфигурации хорошо известны в физике конденсированного состояния. Например, доменные стенки между областями Вселенной с различными нарушениями симметрии являются аналогом доменных стенок в ферромагнетиках (откуда и происходит их название), а космические струны схожи с вихревыми линиями в сверхпроводнике.
Некоторые конфигурации с неинвариантным вакуумом, которые рассматриваются теоретиками, приведены ниже  

### Механическая модель Унру
Ниже приводится простая механическая модель, предложенная Унру. Рассмотрим совокупность карандашей, которые поставлены торцами на стол, а их острые концы соединены между собой резинками. Такая система находится в состоянии неустойчивого равновесия — любое возмущение приведёт к падению карандашей и переходу из нестабильного состояния в стабильное вакуумное состояние. Однако направление падения случайно. Картина равновесного состояния имеет много различных вариантов. Конечно, возможно падение карандашей в одном направлении. Однако может случиться и так, что вокруг некоторого карандаша все остальные карандаши упали в противоположных направлениях. Тогда на центральный карандаш со всех сторон изотропно действуют одинаковые силы натяжения резинок от карандашей, которые уже упали. Поскольку сила натяжения действует равномерно, прежде нестабильное вакуумное состояние в выбранной точке становится стабильным, и карандаш не падает. Возникает точка, которая отличается от остальных точек, в которых симметрия не является нарушенной.

### Конфигурации вакуума с локально ненарушенной калибровочной симметрией
Как и для механической модели, при нарушении калибровочной симметрии возможны устойчивые состояния с точечно ненарушенной симметрией. Такие решения называются монополями Полякова -т’Хофта.
При нарушении симметрии определённых групп {\displaystyle G} (например, {\displaystyle SU(2)}) до группы электромагнитной калибровочной симметрии {\displaystyle U(1)} поле монополя Полякова -т’Хофта похоже на магнитное поле, поэтому его отождествляют с магнитными монополями. В этом случае монополь обладает магнитным зарядом, кратным {\displaystyle g={\frac {\pm 1}{e}}}, где {\displaystyle e} — элементарный электрический заряд. Возможны также монопольные конфигурации с большим магнитным зарядом, однако они распадаются до монополей с элементарным магнитным зарядом {\displaystyle g}. Конфигурация скалярных и калибровочных полей для монополя Полякова — т’Хофта может быть выбрана в калибровке {\displaystyle A_{a0}=0} в виде {\displaystyle \varphi _{i}={\textbf {e}}_{i}\langle \varphi \rangle F(r),}{\displaystyle A_{ai}={\frac {\varepsilon _{ail}{\textbf {e}}_{l}}{er}}G(r)}, где {\displaystyle {\textbf {e}}_{i}={\frac {x_{i}}{r}}}, {\displaystyle \varepsilon _{ijk}} — символ Леви-Чивита, индекс {\displaystyle a} векторного поля групповым, второй индекс — координатным, {\displaystyle F(r),\,G(r)} — некоторые функции, аналитический вид для которых установить не удаётся.
Поле монополя Полякова — т’Хофта в калибровке {\displaystyle \varphi _{i}=\varphi \delta _{i3}} для скалярных полей, где {\displaystyle \delta _{ij}} — дельта-символ Кронекера, имеет вид
{\displaystyle B_{i}={\frac {1}{2}}\varepsilon _{ijk}(\partial _{j}A_{k}^{3}-\partial _{k}A_{j}^{3})=-{\frac {{\textbf {e}}_{i}}{er^{2}}}.}
Количество монополей, которые должны образоваться в результате нарушения симметрии Великого Объединения, составляет один монополь на 103 нуклонов, что противоречит наблюдаемым данным. Отсутствие монополей объясняется инфляцией. Считается, что они были образованы перед фазовым переходом поля с симметрией Великого объединения в симметрию Стандартной модели, а сопровождающая этот переход инфляция привела к разжижению газа монополей. Более того, отсутствие магнитных монополей считается одним из аргументов в поддержку инфляционной теории эволюции Вселенной.
Существуют также точечные вакуумные полевые конфигурации — дионы, которые обладают как электрическим, так и магнитным зарядами.
Возможны также полевые конфигурации с локально ненарушенной калибровочной симметрией больших размерностей — это одномерные космические струны и доменные стенки.

### Инстантоны
Для нелинейных полевых теорий (например, квантовой хромодинамики) возможны нетривиальные полевые конфигурации в (1 + 3)-пространстве, которые называют инстантонами. Они являются обобщением солитона на (1 + 3)-мерное пространство. Такие конфигурации реализуют экстремум действия. Они непертурбативны (их невозможно получить ни в каком порядке теории возмущений).
Тем не менее вклад инстантонов и флуктуаций в окрестности инстантонного состояния в образующий функционал значителен. Инстантоны решают {\displaystyle U(1)}-проблему нарушения хиральной симметрии. В теории электрослабых взаимодействий именно инстантонные конфигурации слабого {\displaystyle SU(2)_{L}} -поля объясняют нарушение барионного и лептонного чисел. Инстантонные состояния играют важную роль и при распаде ложного вакуума (см. ниже)
.

### Скирмионы
Эффективные теории поля с лагранжианом типа линейной сигма-модели хорошо описывают низкоэнергетическое мезонное поведение. Однако для согласованности расчёта параметров взаимодействия мезонов при высоких энергиях необходимо дополнить лагранжиан слагаемыми с высшими степенями по полевым производным:
{\displaystyle {\mathcal {L}}={\mathcal {L}}_{\sigma }(\varphi )+f_{abcd}{\varphi }\partial _{\mu }\varphi ^{a}\partial ^{\mu }\varphi ^{b}\partial _{\nu }\varphi ^{c}\partial ^{\nu }\varphi ^{d}+....}
Наличие высших степеней производных может позволять стойкую нетривиальную вакуумную конфигурацию поля, которую называют скирмионами.
Скирмионы также могут возникать и в статистической физике, и при динамическом нарушении симметрии.

### Диагонализации мгновенного гамильтониана
Для неинвариантных вакуумов нет чёткого понимания, что именно нужно считать частицами и можно ли вообще говорить о частицах в случае произвольной вакуумной конфигурации. В квантовой теории поля оператор поля {\displaystyle {\widehat {\Phi }}} представляется как функция операторов рождения и уничтожения {\displaystyle b_{\textbf {k}}^{+},\,b_{\textbf {k}}}, которые удовлетворяют определённым (анти) коммутационным соотношениям, вид которых зависит от лагранжиана и типа поля (фермионное или бозонное). Если соответствующий гамильтониан теории диагонален по отношению к этим операторам, то понятие частицы имеет простую интерпретацию. Вакуумное состояние определяется из уравнения {\displaystyle b_{\textbf {k}}|0\rangle =0} и соответствует состоянию с наименьшим собственным значением гамильтониана, то есть состоянию без частиц. Частицей с импульсом {\displaystyle {\textbf {k}}} считается состояние {\displaystyle |1_{\textbf {k}}\rangle =b_{\textbf {k}}^{+}|0\rangle }.
Однако в случае зависимости гамильтониана (а следовательно, вакуумного и возбуждённых состояний) от времени оказывается, что состояние, которое в данный момент времени интерпретируется как частица, в последующие моменты времени частицей уже не будет. Тем не менее, можно развить простой формализм в случае нестационарного вакуума — метод диагонализации мгновенного гамильтониана. Согласно этому методу предполагается, что в некоторый момент времени, например, {\displaystyle t_{0}=-\infty }, гамильтониан диагонализован и найдены операторы рождения и уничтожения {\displaystyle b_{A}^{+}(t_{0}),\,b_{A}(t_{0})}; здесь индекс {\displaystyle A} обозначает все квантовые числа поля. Поиск такого вакуума можно осуществить, рассматривая при {\displaystyle t=-\infty } невзаимодействующие поля и адиабатически включая взаимодействие (параметры взаимодействия) с помощью множителя {\displaystyle \lim _{\lambda \rightarrow +0}e^{\lambda t}}.
Операторы рождения и уничтожения во все последующие моменты времени получаем с помощью преобразований Боголюбова
{\displaystyle b_{A}(t)=u_{A}^{B}(t)b_{B}(t_{0})+v_{A}^{B}(t)b_{B}^{+}(t_{0})}
и преобразований, полученных из данного сопряжением (эрмитовым или комплексным). Функции {\displaystyle u(t),\,v(t)} определяются из условия выполнения соответствующих коммутационных соотношений и диагонализации гамильтониана в данный момент времени {\displaystyle t} . В данном формализме из-за неэквивалентности вакуума в разные моменты времени в ходе эволюции системы будут наблюдаться рождения и уничтожения частиц (аналог эффекта Унру). Количество частиц, которые родятся в момент времени {\displaystyle t}, равно
{\displaystyle N_{0}(t)=\sum _{A}\langle t_{0}|a_{A}^{+}(t)a_{A}(t)|t_{0}\rangle .}
Такая корпускулярная интерпретация неинвариантных вакуумов не является единственно возможной.

## Гравитация как хиггс-голдстоуновское поле
Впервые на возможность трактовки гравитона как голдстоуна[уточнить] указали Гайзенберг и Иваненко. Позже такая идея развивалась с разных точек зрения. В данном разделе представлено краткое введение в проблему.

### Калибровочная гравитация
Согласно современным воззрениям, поля фундаментальных взаимодействий возникают из необходимости инвариантности функции Лагранжа поля материи относительно локальных калибровочных преобразований. Как было показано ранее, для включения взаимодействия между полем материи и калибровочным полем обычную производную от поля заменяют на ковариантную производную. Кроме того, калибровочное поле определённым образом изменяется под действием калибровочных преобразований. Калибровочные преобразования образуют компактную группу Ли.
С геометрической точки зрения калибровочные поля представляют собой связности в расслоённом пространстве в случае внутренних калибровочных симметрий — в пространстве с локально тривиальным расслоением. Расслоённое пространство обобщает понятие касательного расслоения, заменяя касательное пространство в каждой точке многообразия на произвольное векторное пространство — например, комплексное пространство в случае заряженного поля Клейна — Гордона или пространство лептонной пары ({\displaystyle e,\,\nu _{e}}). Таким образом, геометрия теории калибровочных полей очень схожа с теорией относительности.
С другой стороны, гравитационное поле следует рассматривать как калибровочное поле с определённой группой симметрии. Однако оказывается, что для гравитационного поля существуют две калибровочные симметрии. Первая задаётся общими ковариантными преобразованиями тензорных величин
{\displaystyle {T'}_{\nu _{1}...\nu _{n}}^{\mu _{1}...\mu _{m}}={\frac {\partial x'^{\mu _{1}}}{\partial x^{\alpha _{1}}}}\cdot ...\cdot {\frac {\partial x'^{\mu _{m}}}{\partial x^{\alpha _{m}}}}{\frac {\partial x^{\beta _{1}}}{\partial x'^{\nu _{1}}}}\cdot ...\cdot {\frac {\partial x^{\beta _{n}}}{\partial x'^{\nu _{n}}}}T_{\beta _{1}...\beta _{n}}^{\alpha _{1}...\alpha _{m}},}
которые составляют математическое отражение общего принципа относительности Эйнштейна. Эти преобразования образуют группу {\displaystyle GL(4,R)}.
Однако сам принцип относительности никак не фиксирует (1 + 3)-мерную псевдоевклидовую структуру пространства-времени. Кроме того, общековариантные преобразования не учитывают ещё одну симметрию в общей теории относительности, а именно симметрию относительно поворотов, бустов и трансляций в локальных системах отсчёта (касающихся пространственно-временного многообразия пространствах). Для учёта этих фактов в теорию вводится метрический тензор {\displaystyle g^{\mu \nu }}. Метрический тензор удобно представлять в тетрадной форме {\displaystyle g^{\mu \nu }=\eta ^{ab}e_{a}^{\mu }e_{b}^{\nu }}, где индексы, обозначенные латинскими буквами, отражают локальные лоренцевы индексы, тетрады {\displaystyle e_{a}^{\mu }} задают переход между общековариантными и локальными лоренцевыми индексами, а {\displaystyle \eta ^{ab}={\rm {diag}}{(1,-1,-1,-1)}} — тензор Минковского.
Поле калибровочной общековариантной симметрии можно легко отождествить со связностью гравитационного поля (символами Кристоффеля) {\displaystyle \Gamma _{\mu \beta }^{\alpha }}. Действительно, выражения для ковариантной производной и калибровочных преобразований связности напоминают аналогичные выражения для поля Янга — Миллса
{\displaystyle \nabla _{\mu }A_{\beta }=\partial _{\mu }A_{\beta }-\Gamma _{\mu \beta }^{\alpha }A_{\alpha },}
{\displaystyle {\Gamma '}_{\mu \beta }^{\alpha }={\frac {\partial x'^{\alpha }}{\partial x^{\gamma }}}\left(\Gamma _{\nu \sigma }^{\gamma }{\frac {\partial x^{\nu }}{\partial x'^{\mu }}}\right){\frac {\partial x^{\sigma }}{\partial x'^{\beta }}}+{\frac {\partial x'^{\alpha }}{\partial x^{\gamma }}}\partial '_{\mu }{\frac {\partial x^{\gamma }}{\partial x'^{\beta }}}.}
В то же время аналогичного выражения для метрического тензора (тетрадного поля) нет, и его калибровочный статус остаётся неясным.

### Метрика как хиггс-голдстоуновское поле
Такая идея в большой степени развивалась Иваненко и Сарданашвили. В данном параграфе изложим её основную суть.
При отсутствии гравитационного поля многообразие пространства-времени, а также действие материальных полей являются инвариантными относительно преобразований неоднородной группы Лоренца. Однако при включении гравитации лоренц-инвариантность системы нарушается. Имеет место нарушение симметрии, где хиггс-голдстоуновское поле ассоциируется с метрикой {\displaystyle g^{\mu \nu }}.
Тем не менее, как и в случае нарушения внутренних калибровочных симметрий, в метрике можно выделить лоренц-инвариантную хиггсовскою составляющую — тензор Минковского {\displaystyle \eta ^{\mu \nu }}. Отклонения от метрики Минковского {\displaystyle h_{\mu \nu }=g_{\mu \nu }-\eta _{\mu \nu }} (или, что равноценно, тетрады {\displaystyle e_{a}^{\mu }}) играют роль голдстоуновских составляющих. Однако, в отличие от картины нарушения симметрии поля Янга — Миллса, голдстоуновские гравитационные поля могут зануляться в каждой точке пространства-времени каким-либо выбором калибровки (как было сказано, унитарная калибровка зануляет голдстоуновские моды только для компактных калибровочных групп Ли). Геометрическая причина этого заключается в том, что локальные преобразования в касательных пространствах действуют на производные {\displaystyle \partial _{\mu }} как на векторы только в плоском пространстве, для которого касательное пространство совпадает с ним самим. В криволинейном пространстве векторами относительно локальных преобразований являются величины {\displaystyle e_{a}^{\mu }\partial _{\mu }}. Таким образом, попытка описать всё криволинейное пространство-время исключительно хиггсовской метрикой Минковского приводит лишь к переходу в тетрадный формализм.

### Гравитация как эффект поляризации вакуума
Намёком на то, что гравитационное поле можно истолковать в манере, схожей с бозоном Хиггса, является возможность получения лагранжиана гравитационного поля с учётом поляризации вакуума, подобно тому как выше был получен эффективный лагранжиан для поля Хиггса. Рассмотрим систему полей {\displaystyle \varphi } в криволинейном пространстве. Если это скалярные невзаимодействующие поля, то соответствующее действие имеет вид
{\displaystyle S_{m}=\int d^{4}x{\sqrt {-g}}\left({\frac {1}{2}}\partial ^{\mu }\varphi \partial _{\mu }\varphi -{\frac {1}{2}}m^{2}\varphi ^{2}+\xi R\varphi ^{2}\right),}
где {\displaystyle {\sqrt {-g}}} — определитель метрического тензора, {\displaystyle R} — скалярная кривизна, {\displaystyle \xi } — некоторая константа, которую из требования конформной инвариантности полагают равной {\displaystyle \xi =1/6}. Если внести определённое затравочное слагаемое и добавить интегрирование по полю метрики {\displaystyle g}, а затем проинтегрировать по скалярным полям, то можно получить эффективное действие {\displaystyle S_{eff}}, из которого затем можно выделить не зависящий от {\displaystyle \varphi } лагранжиан вида
{\displaystyle {\mathcal {L}}_{gr}={\sqrt {-g}}\left[-A+BR+CR_{\alpha \beta \mu \nu }R^{\alpha \beta \mu \nu }+DR_{\mu \nu }R^{\mu \nu }+E\partial ^{2}R+FR+GC_{\alpha \beta \mu \nu }C^{\alpha \beta \mu \nu }\right],}
где {\displaystyle A,\,B,\,C,\,D,\,E,\,F,\,G} — некоторые константы, значения которых зависит от типа {\displaystyle \varphi }, {\displaystyle R_{\alpha \beta \mu \nu }} — тензор кривизны Римана, {\displaystyle R_{\mu \nu }} — тензор Риччи, {\displaystyle C_{\alpha \beta \mu \nu }} — тензор Вейля. В случае скалярных полей {\displaystyle C={\frac {a}{180}}}, {\displaystyle D=-{\frac {a}{180}}}, {\displaystyle E={\frac {a}{5}}\left(\xi -{\frac {1}{6}}\right)}, {\displaystyle F={\frac {a}{2}}\left(\xi -{\frac {1}{6}}\right)^{2}}, {\displaystyle G=0}, константа {\displaystyle a} выражается через спин поля, константы {\displaystyle A,\,B} не ограничены при снятии регуляризации константы, однако их можно перенормировать и выразить через космологическую постоянную и гравитационную постоянную.
При некотором наборе констант {\displaystyle A,\,B,\,C,\,D,\,E,\,F,\,G} свободное гравитационное поле ({\displaystyle R_{\mu \nu }=0}) можно проквантовать, а соответствующая теория является перенормируемой.

## Нарушение ложного вакуума
Часто потенциальная энергия (эффективный потенциал в квантовом случае) имеет не один минимум, а несколько. Различным вакуумам отвечают разные энергии. Вакуум с наименьшей энергией называют истинным, а все остальные — ложными (фальшивыми). Если после нарушения симметрии и образования дополнительных вакуумов состояние системы, которое было настоящим вакуумом, стало ложным, система не перейдёт сразу в истинный вакуум (например, двухъямный потенциал с небольшой ямкой в точке {\displaystyle \varphi =0}, в которой находится система). Если яма неглубокая, то достаточно интенсивные внешние флуктуации могут перевести систему в соседней вакуум с меньшей энергией. Если же потенциальная яма достаточно глубока, то переход системы из метастабильного ложного вакуума в истинный происходит благодаря квантовому туннелированию.
Динамика распада выглядит следующим образом. В определённой точке пространства образуется истинный вакуум, что приводит к образованию такого же истинного вакуума во всех соседних точках — пузырь начинает расти со скоростью света, пока не встретит фронт расширения другого пузыря. Плотность энергии сосредоточена в основном на границе пузырей, а внутри они пустые.
Математически при вычислении амплитуды перехода выбирается такой контур интегрирования, чтобы можно было учесть имеющуюся инстантонную конфигурацию {\displaystyle \varphi _{inst}}, которая даёт для амплитуды перехода преобладающий экспоненциальный множитель {\displaystyle \exp {(-S[\varphi _{inst}])}}, где {\displaystyle S[\varphi _{inst}]>0} — значение действия для инстантона.

### Инфляция как распад ложного вакуума

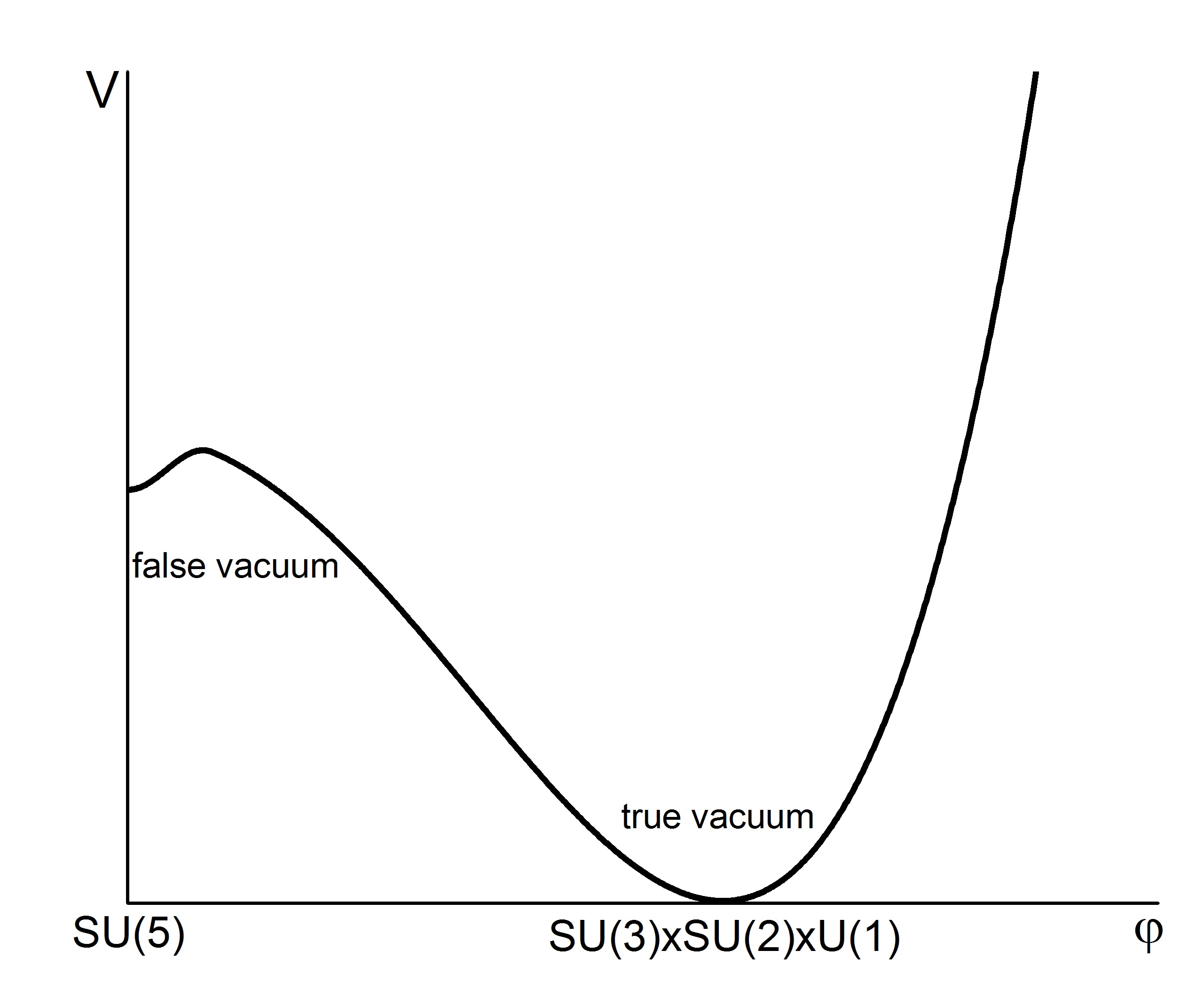
Схематическое изображение фальшивого SU(5) вакуума и истинного SU(3) х SU(2) x U(1) вакуума перед началом инфляции.

Десятки факторов указывают на наличие в ранний этап эволюции Вселенной фазы экспоненциального расширения — инфляции. С другой стороны, из космологической модели Фридмана следует, что ускорение {\displaystyle a}, которое получает тело под действием гравитации материи, равно
{\displaystyle a=-{\frac {4}{3}}\pi G(\varepsilon +3P)R,}
где {\displaystyle G} — гравитационная постоянная, {\displaystyle \varepsilon ,\,P} — плотность энергии и давление материи во Вселенной, {\displaystyle R} — радиус сферы, внутри которой содержится материя (радиус Вселенной). Имея уравнения состояния материи, которое связывает давление и плотность, можно вычислить ускорение. Для всех полей материи давление и энергия — положительные величины, поэтому {\displaystyle a<0}, и Вселенная сжимается.
Для физического вакуума, в котором происходят непрерывные процессы рождения и аннигиляции виртуальных пар частица-античастица, давление является отрицательным и равно по модулю плотности энергии: {\displaystyle P_{vac}=-\varepsilon _{vac}}. В таком случае при отсутствии полей материи
{\displaystyle a={\frac {8\pi G\varepsilon _{vac}}{3}}R={\frac {\Lambda }{3}}R.}
Тогда {\displaystyle R(t)=R_{0}\exp {({\sqrt {\Lambda /3}}t)}}, то есть Вселенная расширяется экспоненциально (расширение де Ситтера).
Однако при охлаждении горячей Вселенной в период, предшествовавший инфляции, она была наполнена квантами полей Великого объединения (например, поля {\displaystyle SU(5)}) с плотностью {\displaystyle \varepsilon _{vac}/c^{2}\approx 10^{74}} г/см3, то есть вовсе не была пустой. Но Вселенная к этому моменту уже достаточно остыла для того, чтобы этот вакуум был ложным (см. рисунок) и в нём начали образовываться пузырьки истинного вакуума размером ~ 10−20 см, радиус которых увеличивался со скоростью света. Поскольку внутри пузырь пустой, то его расширение было экспоненциальным. К концу инфляции размеры пузыря составляли 1032 — 1040 см (размеры видимой сейчас Вселенной 1028 см, то есть мы живём целиком в одном таком пузыре).

## Нобелевские премии за исследования спонтанного нарушения симметрии
Ниже приведён список лауреатов Нобелевской премии, исследования которых имеют отношение к спонтанному нарушению симметрии или же непосредственно его касаются (2008, 2013).
- 1979 — Шелдон Глэшоу, Стивен Вайнберг и Абдус Салам — «за вклад в объединённую теорию слабых и электромагнитных взаимодействий между элементарными частицами, в том числе предсказание слабых нейтральных токов»[82].
- 1982 — Кеннет Вильсон — «за теорию критических явлений в связи с фазовыми переходами»[83].
- 1999 — Герард ’т Хоофт и Мартинус Велтман — «за прояснение квантовой структуры электрослабых взаимодействий»[84].
- 2008 — Йоитиро Намбу — «за открытие механизма спонтанного нарушения симметрии в субатомной физике»; а также Макото Кобаяси и Тосихидэ Масукава — «за открытие источника нарушения симметрии, которое позволило предсказать существование в природе по меньшей мере трёх поколений кварков»[85].
- 2013 — Франсуа Энглер и Питер Хиггс — "за теоретическое обнаружение механизма, который помогает нам понять происхождение массы субатомных частиц, подтверждённого в последнее время обнаружением предсказанной элементарной частицы в экспериментах ATLAS и CMS на Большом адронном коллайдере в ЦЕРН[86].